# 社会民主党 (日本 1996-)
社会民主党（しゃかいみんしゅとう、英: Social Democratic Party、略称: SDP、SDPJ）は、日本の政党。55年体制下で野党第一党であった日本社会党が1996年1月に改称した社会民主主義政党である。
日本語略称は「社民党（しゃみんとう）」、「社民（しゃみん）」。1字表記の際は、「社」と表記される。
国際組織の社会主義インターナショナル（SI）に加盟している。SIの第23回大会（2008年）で党首の福島が副議長に選出されて以来、第24回大会、第25回大会と連続して選出されていたが、第26回大会（2022年）では選出されていない。

## 概説

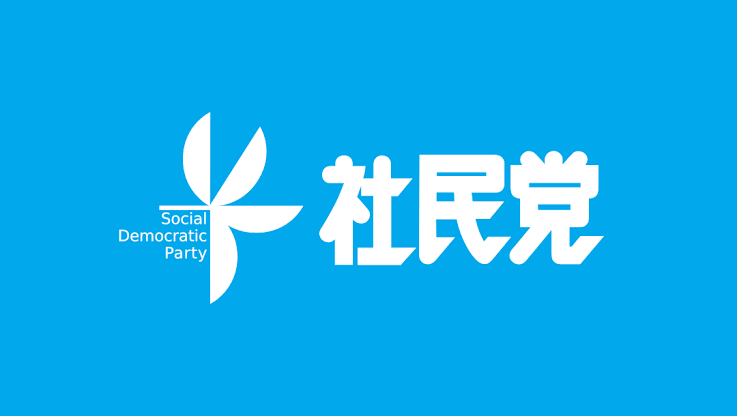
社民党ロゴマーク

日本社会党から改名した社会民主党は、綱領的文書の「社会民主党宣言」において、「社会民主主義を掲げる政党」としており、「日本における社会民主主義の理念」は「平和・自由・平等・共生」としている。また「競争最優先の市場万能主義に立つ新自由主義」「強大な政治、経済、軍事力を背景に特定の価値観を押しつけようとする新保守主義に最も厳しく対峙するのが社会民主主義である」と主張している。
そこから「天空のように澄みきった透明度の高いスカイブルーの政党」として、シンボルカラーはスカイブルー。シンボルマークの「四つ葉のクローバー」は、日本における社会民主主義の4つの理念「平和・自由・平等・共生」を表す。四葉のクローバーの花言葉のように、国民生活の「幸せ」の願いを込めている。また、柔らかみのある丸いロゴを採用している。
1996年1月に日本社会党が改称して発足した。初代党首は村山富市。継続して自社さ連立政権に参加。新党さきがけとの合流を模索し、同年9月に社民党内合流推進派は離党し、民主党を結成した。民主党執行部によって、負のイメージが強い者とされた村山富市、土井たか子は入党を拒否された（排除の論理）。新人当選者だけでなく、第一野党時代の日本社会党から所属していた横路孝弘や赤松広隆・輿石東・鉢呂吉雄など党内左派、佐藤観樹幹事長ら党内右派系などの党所属国会議員の半数以上である35名が社民党から移籍をした。結党された民主党は当時の両院現職国会議員57名で構成され、日本労働組合総連合会や旧社会党時代の支持母体のほとんどを獲得した。結党時の民主党は57名中旧社会党出身者が35名と党内過半数を占めていた。社民党自体は合流拒否された者を含む不参加者らにより存続し、同年9月28日から土井たか子が2代目党首となった。1998年5月に社民党は自社さ連立政権を離脱した。
1980年代に入ると日本人の失踪者が北朝鮮に拉致されていたとの証言が相次いでいたが、前身である社会党時代から北朝鮮による日本人拉致被害を長年にわたって否定し続けていた。1987年の大韓航空機爆破テロについても「韓国の自作自演」と主張をしていた。所属議員らも北朝鮮の金日成・金正日親子を「素晴らしいリーダー」などと賞讃してきた。2002年に行われた日朝首脳会談で北朝鮮国防委員長の金正日は訪朝した内閣総理大臣小泉純一郎に拉致の事実を認めたが、当時の社会党幹部は直後の「朝まで生テレビ」を全員出演辞退した。2003年の衆議院総選挙では当時の党首土井たか子が「憲法を生かせるか、死なせるかを賭けた戦い」との言葉を繰り返したが、北朝鮮への社民党対応への世論の批判と辻元清美議員の秘書給与搾取による逮捕事件を受けて、選挙前勢力の18議席から6議席に激減の惨敗を喫する。土井自身も比例復活当選したものの、小選挙区での議席を失い、同年11月13日に党首を辞任した。同年11月15日、福島瑞穂が党首に就任。これらの不祥事に加えて、2005年に衆院選で大敗した結果、当時の職員の3割ほどを配置転換ではなく、党の持論に反した整理解雇をしたことも致命的になった。民間企業のリストラや雇止めを批判しながらも、このような党職員への姿勢は、支持基盤である労働組合関係者からも強い批判を受けることとなった。
2009年に民社国連立政権に参加したが、普天間基地移設問題をめぐり福島大臣が罷免されたことを受け、2010年に離脱。連立離脱当時の社民の所属議員は12人で社会党時代の党勢は失ったものの、連立相手になれるレベルではあった。しかし、その後も議席を減らしていった。(2023年8月時点の同党国会議員は衆院1人、参院2人)
2013年の参議院議員選挙では比例で1議席を獲得するに留まり、選挙結果を受けて党首の福島は引責辞任した。後任を巡る党首選挙では吉田忠智政審会長（参議院比例区）と石川大我豊島区議会議員が立候補し、吉田が選出された。
2018年、3期の任期満了で吉田は党首を退任し、後任には又市征治幹事長が無投票で選出された。
2020年、1期の任期満了で又市は党首を退任し、後任には福島副党首が無投票で選出された。
2020年には民主党の系譜上にある立憲民主党への合流を模索していることが明らかになったものの、国会議員4人中1人、地方組織などから慎重意見があった。そのため、同年10月22日の常任理事会で国会議員や地方組織の離党を「容認」するかを議論した。本来なら他党への移動は処分対象行為であるが、立憲民主党へ合流すること、党残留者と立憲合流の離党者の双方が「理解し合う」ことを同年11月14日の臨時党大会で諮ることが僅差で可決された。離党しても処分しないことは合流反対派から批判が出たが、円満解決の方針が決まった。2020年の立憲民主党との合流で党が分裂して以降、党員は約4割減、地方議員は半数以上が離党した。時事通信によると「地盤沈下」に歯止めがかからない状況となっている。
事実上の分裂後、初の大型国政選挙となる第49回衆議院議員総選挙では得票率が1.77％にとどまったほか、これまで必ず当選者が出ていた比例代表で議席を獲得できず、最終的な当選者数は小選挙区の1名のみであった。
2022年の第26回参議院議員通常選挙では改選対象だった党首の福島1名のみが当選し、得票率は2.37％に達し政党要件を確保した。
2023年7月には韓国国会本館前でのデモ活動にて、「日本の国会議員も汚染水放流に反対している」ということに用いられるために大椿裕子社民党副党首が訪韓している。招聘してきた韓国左派政党共に民主党議員らと大椿副党首は「福島汚染水放流反対」を共に叫んだ。朝鮮日報は、韓国一般国民は社民党を「日本の有力政党」と誤認識しているものの、「（日本国会で）0.4％の議席しか持たない没落した政党」から学べることは連帯ではなく、「時代に逆行した政党の末路」と指摘している。議員数のために衆院では単一会派は出来ない状態にあり、衆参で立憲民主党と会派を組んでいる。朝日新聞によると2023年10月には安保政策の違いを受け、立憲民主党からの「独立」のため、議席増加を目指している。

## 歴史

### 村山富市党首時代 (1996)

#### 党名変更

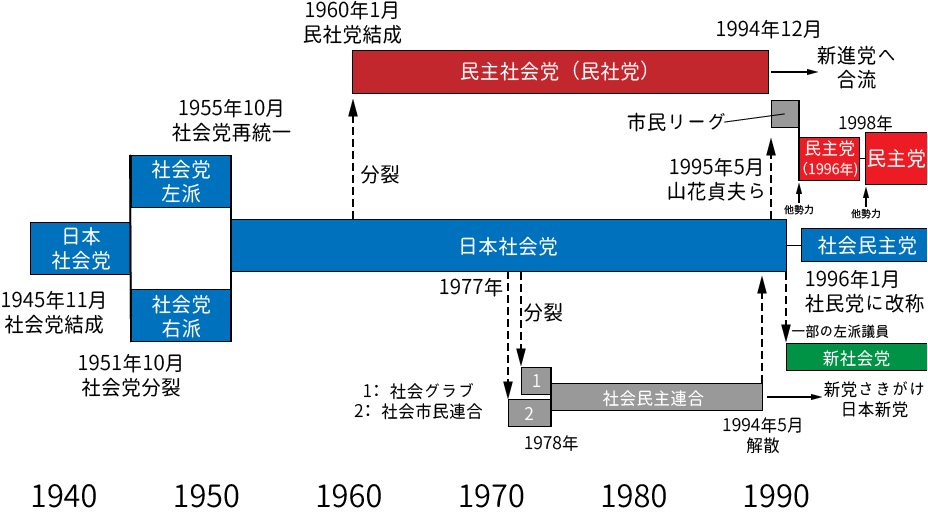
社会民主党の成り立ち

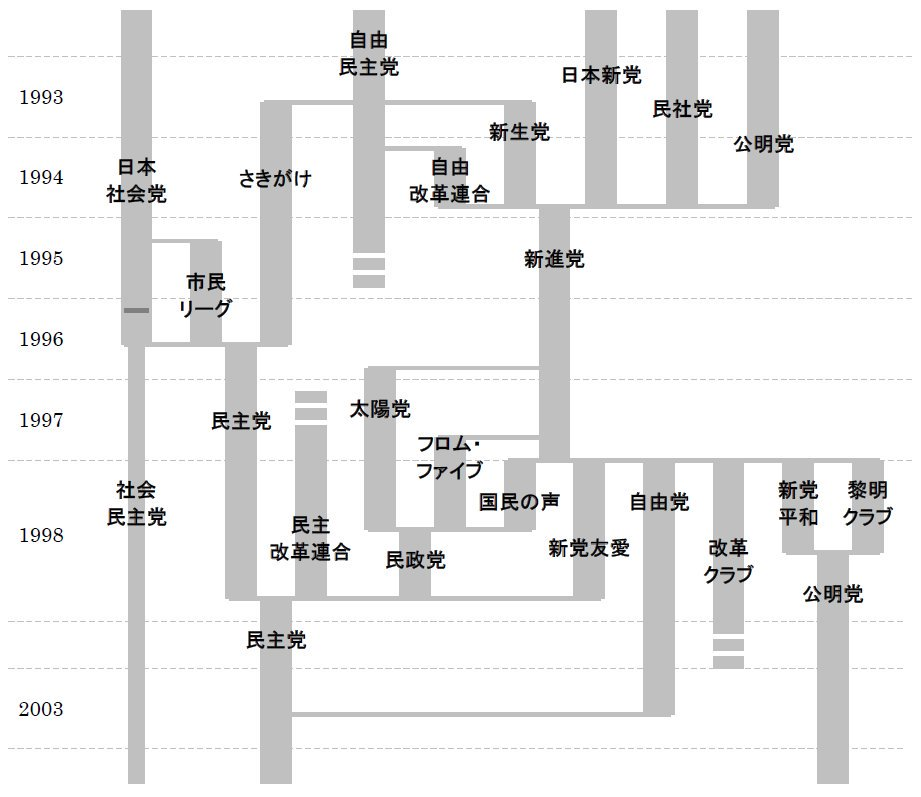
1990年代の政党の離合集散

1996年1月の日本社会党第64回大会での名称変更決定を受け、3月に第1回大会を開き結成された。初代党首は日本社会党の村山富市委員長が引き続き務め、幹事長には佐藤観樹が就任した。村山内閣総辞職により成立した第1次橋本内閣に引き続き与党として参加し、自社さ連立政権の枠組みを維持した。一方、党名変更と自社さ連立政権に批判的な左派勢力は、1月に離党し新社会党を結党した。
民主党への入党を拒否されなかった第一野党時代の日本社会党から所属していた横路孝弘や赤松広隆・輿石東・鉢呂吉雄など党内左派、佐藤観樹幹事長ら党内右派系およびの議員多数は個別の形で民主党へ参加した。新人当選者を含めた党所属国会議員の半数以上である35名が社民党から移籍をした。さきがけからは、民主党結党時点の27名内15名が旧・民主党に参加した。民主党は当時の両院現職国会議員57名で構成され、日本労働組合総連合会や旧社会党時代の支持母体のほとんどを獲得した。結党時の民主党は57名中旧社会党出身者が35名と党内過半数を占めていた。このように、社民党は総選挙を所属議員の過半数、支持母体など支持層の大半を失う中で、入党拒否された者、意図的に党に残った者だけで戦うことになった。

### 土井たか子党首時代 (1996-2003)

#### 党勢縮小と自社さ連立政権離脱
総選挙に向けた立て直しの一環として、1996年9月28日、社会党時代に委員長を務めた土井たか子が党首に復帰する。社会党時代の支持基盤であった労働組合の大半が民主党支持に転じたため、土井党首は辻元清美ら市民運動出身者を積極的に立候補者に起用したが、第41回衆議院議員総選挙（10月20日投開票）では15議席しか獲得できなかった。この選挙で初当選した議員は「土井チルドレン」と呼ばれた。総選挙後は、閣外協力として引き続き連立政権（第2次橋本内閣）に参加したが、1998年5月に連立政権から離脱した。
政権離脱後の1999年東京都知事選挙では旧社会党時代から唯一の都知事選における自主投票となった。第42回衆議院議員総選挙（2000年6月25日実施）では4議席増の19議席を確保したが、第19回参議院議員通常選挙（2001年7月19日実施）では小泉旋風の煽りをうけて得票・議席とも大幅に減らした。その結果、同年の第7回党大会で自社さ連立政権以来の旧幹部が退き、幹事長に福島瑞穂、政審会長に辻元清美など市民派が重要ポストに就いた。これ以後、自由民主党に対する対決姿勢が強まった。2000年（平成12年）から2003年（平成15年）にかけて女性議員の比率が増加して社民党の衆議院議員が男性9人で女性10人になり衆参の国会議員の男女比がほぼ同数になった。
2001年10月、日本近海で続く北朝鮮不審船対策として、停船命令に従わない不審船への船体射撃を認める海上保安庁法改正案に対し、「警察比例の原則を逸脱し、警備体制の充実を踏み越えた内容である」などの観点から反対した。
2002年4月に国連の「テロ資金供与防止条約」を批准するための関連新法が国会で可決、成立した。テロ資金の授受で仮名口座などが受け皿になることが多いため、金融機関に対し口座開設や200万円以上の現金取引を行う際、顧客の身元確認（本人確認）を義務付ける法案であるが、「罪刑法定主義、構成要件の明確性を求める刑事司法の原則に違背し、この法律が施行されれば思想・良心の自由、信教の自由等を侵害する虞があり、戦争その他国家による武力の行使による犠牲者に対する人道的な国際的救援活動を制約する虞もある」という自由人権協会の意見を引用し、反対した。

2002年9月17日の日朝首脳会談において、北朝鮮側が日本人の拉致を公式に認めたが、このことにより社会党時代より朝鮮労働党と友党関係を結んで積極的に交流し、少し前まで拉致捏造説をとっていた社民党は、それまでの拉致問題への対応を巡って世論から非難に晒されることになった。
第43回衆議院議員総選挙（2003年11月9日実施）では、自民・民主の二大政党への流れに押され、議席数が18から6へ、3分の1に減じた。党首の土井自身も小選挙区で落選し、比例復活で辛うじて議席を確保した。選挙後、土井は党首を引責辞任した。

### 福島瑞穂党首時代 (2003-2013)

#### 土井前党首落選、自衛隊違憲路線への回帰

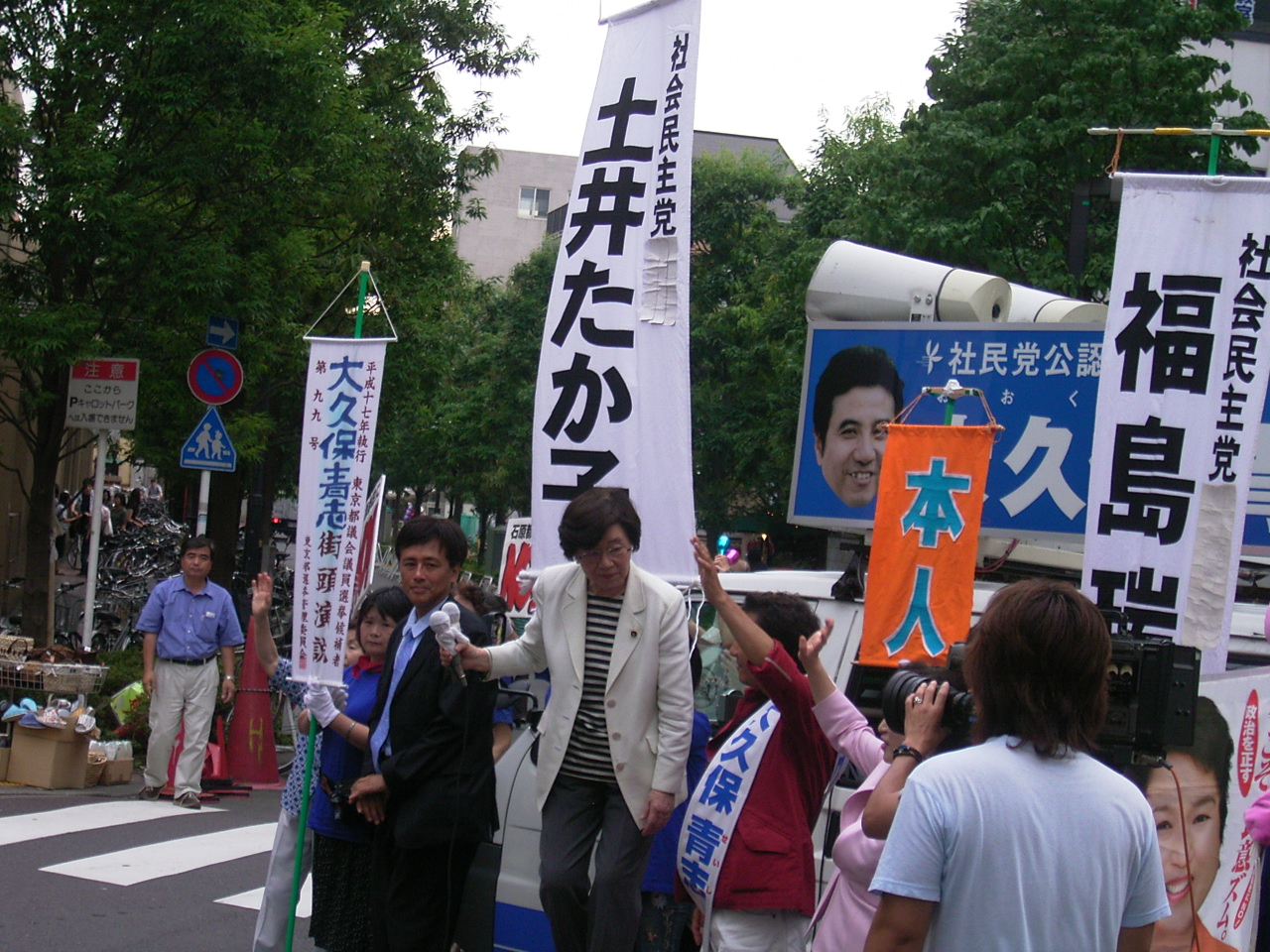
党首辞任後、東京都議会議員選挙を応援する土井たか子（2005年7月2日）。

2003年11月15日、福島瑞穂が党首に就任。幹事長には自治労出身の又市征治が就任し、労組、エコロジー派、消費者運動、市民派（NPO）等の吸収を目指して、新しいグローバリゼーションの状況に対抗可能な社会民主主義を模索した。
2004年の第20回参議院議員通常選挙（2004年7月25日実施）では、前党首の土井が「選挙違反をやっていいとは言わないが、すれすれのところまで、本気になって頑張ろう」と声明を発した。福島をはじめ比例区で2議席を確保し、複数議席獲得により解党などの事態は回避できた。
第44回衆議院議員総選挙（2005年9月11日投開票）では、選挙前に副党首の横光克彦、元政策審議会長の濱田健一らが離党、民主党に移籍した。議席数は公示前の5議席から7議席に回復したが、比例近畿ブロックで単独立候補していた土井が落選した。
2006年2月11日、12日の第10回党大会で「社会民主党宣言」を採択した。この中で自衛隊は「現状、明らかに違憲状態にある自衛隊は縮小を図り、国境警備・災害救助・国際協力などの任務別組織に改編・解消して非武装の日本を目指します」と記載され、旧社会党時代の1994年に村山首相が打ち出した自衛隊合憲・容認路線は修正された。同時に、1993年に政治改革関連4法案に反対し処分された17名のうち離党した者を除く9名の処分を取り消したほか、元党首の村山、土井両人が「名誉党首」就任した。一方、新社会党及び「9条ネット」については、又市は「『戻ってらっしゃい』と言っている。『村山政権のときに安保・自衛隊を認めた』と、馬鹿みたいな話をまだしている。」と批判した。その後、新社会党幹部の原和美が2010年形式的に離党し社民党比例候補として参院選に出馬した。
2007年4月20日、国の海洋政策を一元化するための海洋基本法と、ガス田掘削施設などの周辺への船舶進入を規制する海洋構築物安全水域設定法に対し、党派としては唯一反対。福島は「この法律は領土問題や資源問題について近隣諸国との関係に影響を与えるものである。拙速に行うと、交渉に悪い影響を与えることになる。」とコメントした。

#### ねじれ国会から政権交代まで
2007年に入ると、自民党の支持率が低減し、政権交代が現実味を帯びるようになる。
第21回参議院議員通常選挙（2007年7月29日実施）では、「憲法9条と年金があぶない! 今回は社民党へ」をキャッチコピーに、憲法と年金問題を中心に主張し、政党CMではアニメを採用するユニークなCMを流した。結果は幹事長の又市を含め比例区で2議席確保の参議院計5議席にとどまったが、民主党系会派と社民党の議席の合計が過半数に達し、参議院ではねじれ現象を誕生させた。
同年12月22日、本部にて第11回党大会を開催し、立候補者1名のみの無投票で福島の党首当選（3期目）を正式に決定した。福島は「次回の衆議院選挙で2桁（10人以上）の当選を目指す」と宣言した。この党大会では1998年（自民党当時総裁の橋本龍太郎）以来久々に、他党幹部として民主党代表代行の菅直人や国民新党副代表の自見庄三郎らが来賓出席した。また、党役員人事では副党首に幹事長の又市征治、幹事長に国会対策委員長の重野安正、副幹事長に東京都連副会長だった保坂展人が就くことになった。また、参院選比例区候補だった上原公子は、社民党を労組依存体質から脱却し、市民運動やNPOの連合体を目指す党改革案を提出し話題となった。
2009年東京都議会議員選挙では議席回復はできなかったが、昭島選挙区で野党系候補（社民党は推薦）の星裕子が当選した（当選後は生活者ネットの会派に所属）。

#### 民主党の連立政権に参加、曖昧な自衛隊の憲法解釈

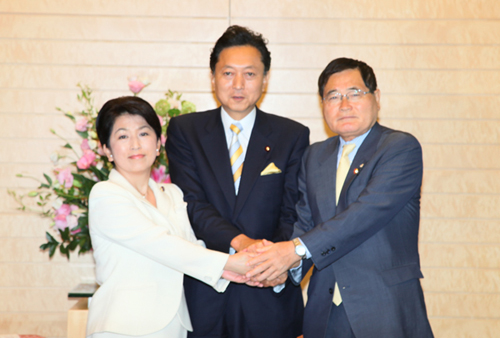
2009年9月16日、鳩山由紀夫内閣発足時に内閣総理大臣官邸にて鳩山由紀夫内閣総理大臣（民主党代表）（中央）、亀井静香国民新党代表（右）と福島

2009年の第45回衆議院議員総選挙においては、党として上述の「次回の衆議院選挙で2桁（10人以上）の当選を目指す」に及ばず敗北した。しかし、圧勝した民主党に対して、国民新党と共に政策合意に基づく、歴史的な民社国連立政権に参加することになった。この3党合意により、鳩山内閣において、党首の福島の閣僚入り（消費者・少子化担当相）が決定し、基本政策閣僚委員会が設定された。自社さ連立政権以来、13年ぶりに閣僚を送り込み、11年ぶりに与党に復帰した。また、国土交通副大臣に辻元清美が就任した。
2006年の「社会民主党宣言」では、自衛隊は「違憲状態」としたが、社会民主党が政権与党となった際に党首である福島瑞穂は、大臣就任後の2010年3月1日の衆議院予算委員会において、自衛隊の日本国憲法上の位置づけについて「（党として合憲か違憲か）結論を出していない」としており、同月12日の参議院予算委員会では、自民党の佐藤正久の「（自衛隊を）合憲と認めるか」との質問に対して、「閣僚としての発言は差し控えさせていただく」として答弁を拒んだが、最終的に「社民党の方針は変わらない。内閣の一員としては内閣の方針に従う。自衛隊は違憲ではない」と答弁した。
2009年12月の社民党党首選挙で福島瑞穂は、アメリカ軍普天間基地の問題について、国外や県外への移設を強く主張し、党内の照屋寛徳ら国外・県外移設を強く主張する議員に応えたこともあり、無投票で福島が再選した。

#### 普天間基地移設に反対、福島大臣罷免
普天間基地移設問題は、従来からの社民党の主張である基地の国外、県外への移設を連立政権の中でも主張し、閣僚である党首の福島は「鳩山内閣が万が一、辺野古沿岸部に海上基地をつくるという決定をした場合には、社民党にとっても、私にとっても、重大な決意をしなければならない」と述べ、基地問題の解決のために、連立政権からの離脱も辞さない覚悟で基地を国外・県外へ移設させる強い覚悟を示した。2009年12月15日、与党3党で基本政策閣僚委員会を開き、民主党が具体的期日を設けることを求めたのに対して社民党は「重要なことは期限ではなく、沖縄県民の負担軽減と、沖縄県民、日本国民の多くが納得するような結論を3党で力を振り絞って出すこと。そうでなければ結局、この問題は解決しない」と述べ拒否したため、米軍普天間基地の移設先に関する方針決定を先送りし、連立3党実務者でつくる協議機関で再検討することを決めた。
12月24日、社民党は、基地のグアム移転を目指して党内に米軍普天間飛行場の移設問題に関するプロジェクトチームを発足させた。プロジェクトチームは2010年1月中に米グアム島を視察し、米側の普天間移設問題に対する認識を確認するため、ワシントン訪問も検討した。同年1月10日、福島は、来日中の米議会下院外交委員会「アジア・太平洋・地球環境小委員会」の委員長エニ・ファレオマバエガ、マイク・ホンダ、ジョゼフ・カオら下院議員と米軍海兵隊を主力とする普天間飛行場移設問題について意見交換した。ファレオマバエガは、会談後の記者会見で「誰もが納得できるような解決につなげるための情報収集を目的に来日した。同移設問題の方針決定は日本の国内問題だが、今後も行方を見守り、解決につなげていきたい」と述べた。
福島は、「環境やジュゴンの問題も大事だが、一番大切なのは沖縄県民の気持ちだ」、「沖縄県民の大多数は県外、国外移設を望んでいると説明した。県民の思いが重要だというファレオマバエガの言葉は沖縄の基地負担を理解しているようで印象的だった」と述べ、米下院での今後の動きに期待を寄せた。1月の名護市長選で当選した稲嶺進は、当選後、就任あいさつで「選挙中、辺野古の海にも陸上にも新しい基地は造らせないということを訴えた」と同市辺野古への米軍普天間飛行場の移設反対をあらためて主張した。2月24日の沖縄県議会本会議では、「米軍普天間飛行場の早期閉鎖・返還と県内移設に反対し、国外・県外移設を求める意見書」案を全会一致で可決した。これらの世論の動向を受けるかたちで、福島からは、沖縄県内の民意を最大限尊重し、場合によっては、5月末決着を先延ばししてでも、慎重な政権運営を図っていきたいという意向が示された。また、政審会長の阿部知子は、米軍普天間飛行場（沖縄県宜野湾市）の移設案として、米領グアムなどに全面移転する「国外移設案」や、国外移設までの期限付きで九州北部の既存自衛隊基地などに分散移転する「暫定県外移設案」など3案を、3月上旬にも開かれる政府・与党の沖縄基地問題検討委員会に提出し、最終調整に臨む方針（「私案」）も示した。
しかし普天間問題で、鳩山は結局自公連立政権時代の案に近い内容で政府案をまとめ、福島にも同意の署名を求めた。福島はこれを拒否し、内閣府特命担当大臣（消費者及び食品安全・少子化対策・男女共同参画）を罷免された。直後に福島党首が開いた会見で「社民党は沖縄を裏切ることはできない」「数々の犠牲を払ってきた沖縄にこれ以上の負担を押し付けることに加担するわけにはいかない」と述べ署名に応じなかった経緯を説明した。また「言葉に責任を持つ政治をやって行きたい」と述べ上記の「重大な決意」を実行した社民党と、「国外、最低でも県外」の公約を守らなかった民主党を比較し民主党を批判した。これを受け党内では、「党首たる福島が罷免された以上連立を維持する意味がない」として、連立解消を求める意見が大勢となり、2010年5月30日に開いた全国幹事長会議で、最終的に連立を解消することを決定した。
琉球新報と毎日新聞が合同で緊急の沖縄県民世論調査を行った結果、社民党の政党支持率が大幅に上昇し10.2%でトップとなった。県内で社民党の政党支持率が他党をおさえてトップになるのは初めてである。その調査では普天間基地の辺野古移設に反対が84%、賛成が6%となった。

#### 「国鉄改革1047名問題に関する人道的観点からの解決案」
民社国連立政権により所謂「国鉄改革1047名問題」に関して新たな解決策が模索された。与党3党及び公明党は2010年4月9日「国鉄改革1047名問題に関する人道的観点からの解決案」を政府に要請した。同日、前原誠司国土交通大臣は、当該解決案を受け入れると表明した。

#### 連立政権離脱後
第22回参議院議員通常選挙では、組織内候補を立てていた日本私鉄労働組合総連合会（私鉄総連）が、渕上貞雄の引退に伴って立候補先を民主党へ移動、改選議席数3を2に後退させた。沖縄県では比例での得票数こそトップになったものの、沖縄県選挙区では自民党公認の島尻安伊子が再選され、社民党が推薦した候補は次点に終わった。選挙後、辻元清美が離党し、2010年9月衆議院会派「民主党・無所属クラブ」に入会。2011年9月 民主党に入党。
自民党などが提出した柳田稔法相の問責決議案に賛成するなど菅内閣への対立姿勢を示しつつも、国会運営に必要な3分の2の議席を必要とする菅内閣からは政権への協力を呼びかけられていた。社民党は与党には戻らないとしながらも、社民党の要求が通るならば政権に協力するという立場を表明した。菅政権も武器輸出三原則の見直しを先送りさせるなどして社民党に配慮した。
2011年9月28日、自民・公明など野党7党の国対委員長は、国会内で会談し、社民党を除く6党は、民主党の小沢一郎元代表の資金管理団体による土地取引事件について、小沢本人と、同氏の元秘書で有罪判決を受けた石川知裕衆院議員の証人喚問を求めることで一致し、29日の与野党国対委員長会談で民主党に申し入れた。この件で、社民党は衆院政治倫理審査会を主張した。翌29日午前の与野党国会対策委員長会談で、民主・国民新両党は、開会中の臨時国会を再延長せず、30日で閉会する方針を野党側に伝えた。石川知裕衆院議員ら元秘書3人が政治資金規正法違反の罪で有罪判決を受けた小沢一郎元代表の証人喚問についても「応じられない」と回答した。
党首・福島は米国の外交専門誌フォーリン・ポリシーが選ぶ2011年の「世界の100人」に名を連ねた。脱原発の活動を長く続けたとして、福島の事実婚のパートナーで原発訴訟に携わる弁護士海渡雄一と共同で選ばれた。同誌は2009年から、その年に政治、経済、平和活動など幅広い分野で影響力をふるった人物を挙げている。日本の政治家では福島が初めてで、オバマ米大統領や英仏独の首相・大統領、ミャンマーの民主化運動指導者アウンサンスーチーらとともに選ばれた。
2012年2月、社民党の党首選が行われ、福島のみが立候補を届け出て、無投票で5選された。立候補には所属する都道府県連合の推薦に加え、党国会議員（10人）の3分の1以上（4人）か、党員200人以上の推薦が必要で、福島は重野安正・中島隆利・吉泉秀男・吉田忠智ら4人の国会議員から推薦を取り付けた。福島と対立する阿部知子・照屋寛徳・服部良一らは立候補要件を満たせず、対立候補を立てられなかった。また党員推薦で立候補を目指した稲森稔尚・三重県伊賀市議も、同県連合の推薦確保に難航し断念。福島は記者団に「社民党を元気にしたい。衆参の選挙で勝つことが一番大事な仕事だ。生活再建と脱原発を頑張りたい」と語った。
なお、民社国連立政権時代には与党の原子力政策（鳩山イニシアチブに基づく原発依存率の強化と原発増設）を容認し、2012年7月に実施された鹿児島県知事選挙では原発再稼動に反対する反原発団体事務局長で新人の向原祥隆を支援せず、現職の伊藤祐一郎を社民党系の県議全員が支援した（社民党鹿児島県連は自主投票とした）。

#### 相次ぐ離党者や出馬断念・民主党政権崩壊前後

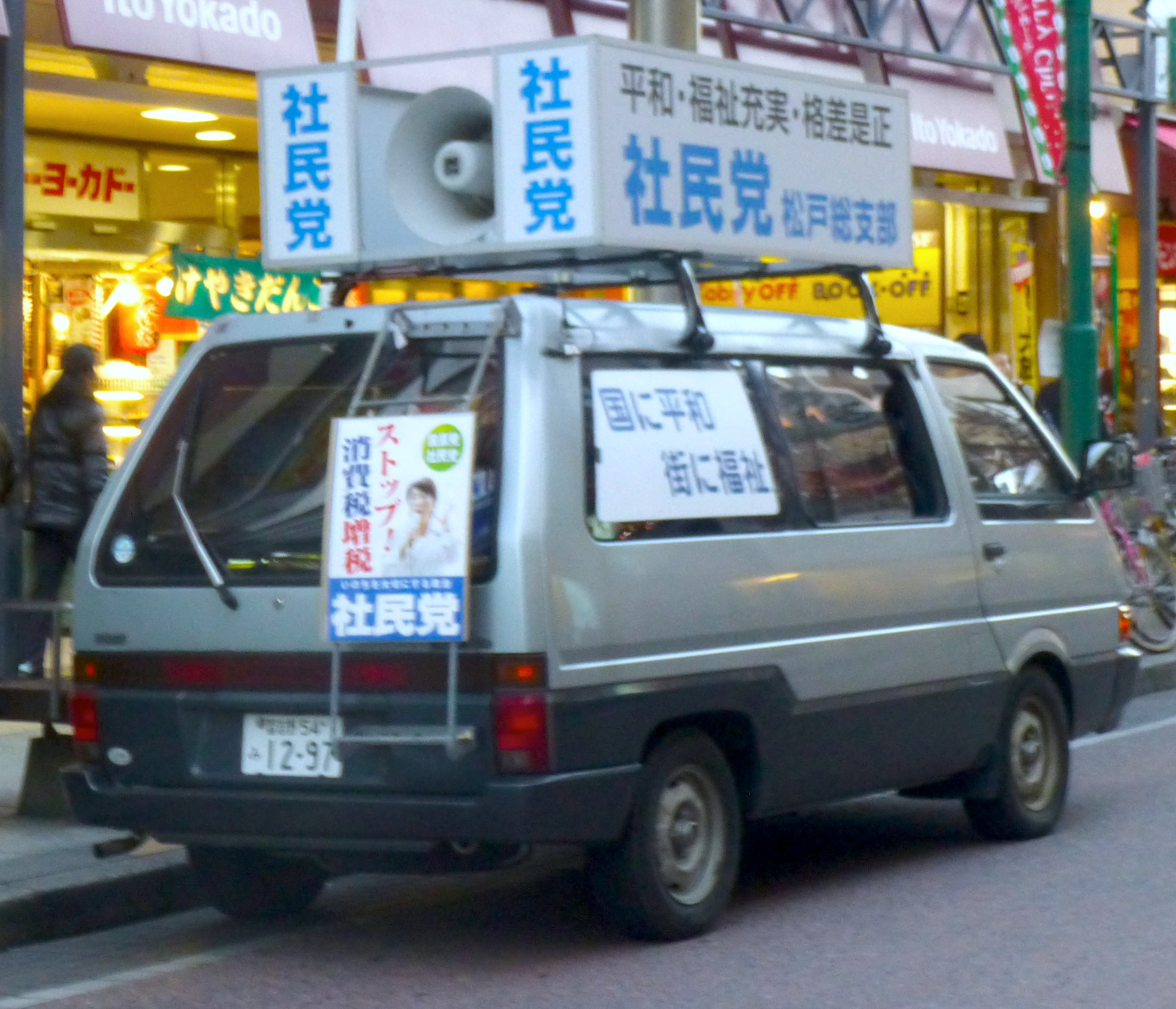
社民党の選挙車

2012年11月15日、社民党による政策実現に疑問を持った阿部知子が離党届を提出し日本未来の党に合流した。さらに、第46回衆議院議員総選挙の陣頭指揮をとるはずだった幹事長の重野安正が脳梗塞で入院したため、11月18日に出馬断念に追い込まれた（重野の選挙区には吉川元が出馬）。
同選挙では第三極の台頭もあって、旧来政党でしかも小規模な社民党は新党乱立の中で埋没し、これまで以上の苦戦を強いられた。毎回安定した戦いを見せる照屋寛徳の沖縄2区を除く全議席が当落線上にあったものの、辛くも比例九州ブロックで1議席を確保。しかし総獲得議席数は小選挙区・比例各1議席ずつの合計2議席と、公示前の半減、阿部離党前と比すと3分の1に減少。比例代表における得票率は2.3%（前回総選挙は4.27%）、得票数は142万票（同300万票）とほぼ半減した（11ブロック中6ブロックで得票率が有効得票数の2%に達せず、新聞広告公費負担から外れた）。同じく第三極台頭の中で埋没した共産党が、議席減を1（9→8議席）にとどめて比較的善戦したのとは対照的な結果となった。
第18回東京都議会議員選挙（2013年6月23日投開票）では1人を擁立したものの議席獲得はできなかった。
第183回国会会期末の6月25日に安倍晋三内閣総理大臣に対する問責決議案を生活の党及びみどりの風とともに参議院に共同提出し可決させた、その結果、電気事業法改正案や生活保護法改正案などが審議未了のまま廃案となった。

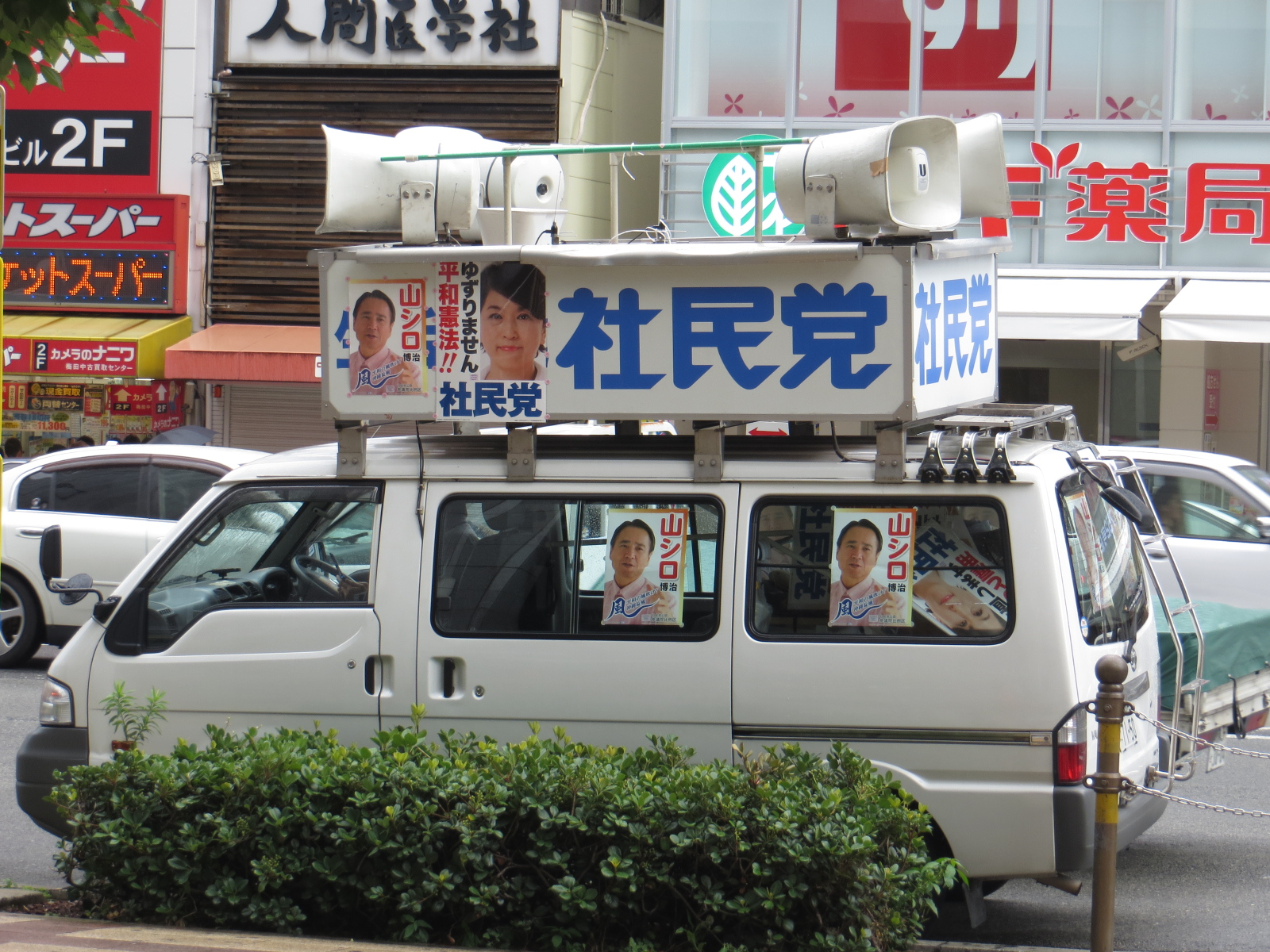
第23回参議院議員選挙

2013年7月21日の第23回参議院議員選挙では、先の衆院選時における新党・第三極ブームは収まったものの、与党が圧勝し、参議院でのねじれ解消という展開となった。その中でも共産党や日本維新の会・みんなの党といった中堅野党勢力はそれぞれの反与党票を確保し比較的堅調な戦いを見せ、公示前より勢力を拡大させた。一方の社民党は民主党や生活の党などと共に、反与党票の受け皿とはなり得ず、逆に公示前より勢力を減らした。同選挙では選挙区に5人、比例区に4人擁立したが、比例で1議席（又市征治）を獲得するに留まった。この選挙でもかろうじて得票率が2%を越え、国会に議席が存在する限り2019年まで政党要件喪失を回避する結果とはなったものの、退潮傾向に歯止めがかからないことに変わりはなく、選挙結果を受けて党首の福島瑞穂は引責辞任を表明した。

後任を巡る党首選挙では吉田忠智政審会長（参議院比例区）と石川大我豊島区議会議員が立候補し、社民党としては初、旧社会党時代から数えても17年ぶりの党首選挙が実施された。結果は、9986票対2239票で吉田が選出された。

### 吉田忠智党首時代 (2013-2018)

#### 第47回総選挙と第18回統一地方選
吉田体制における初の国政選挙、第47回衆議院議員総選挙（2014年12月14日実施）は、野党各党が対自民の選挙協力を行い、特に普天間飛行場問題が再燃して以降反基地闘争が盛んであった沖縄県で顕著であった。自民党と一騎討ちとなった沖縄2区で照屋寛徳が当選、沖縄県内での比例得票数が10万票の大台に達し、比例九州ブロックの得票率が5.26%に躍進、1議席を維持した。しかし議席はこの2議席にとどまり、吉田と党首選を争った石川も比例東京ブロックで落選した。両院の総議席数は、公職選挙法の規定ギリギリの5議席を維持した。
2015年の第18回統一地方選挙では、改選前議席よりわずかに議席を減らす結果となった。これを受けて党は今回の選挙戦は「大変厳しい闘い」であったと結論付けた。ただ、党は全員当選や議席増・県都での空白区解消を勝ち取った県、若手議員の増加などプラス要件もあったとも総括している。また、世田谷区長選で現職の保坂展人が保守候補に大差をつけて再選し、八王子市議会議員選挙で新人の佐藤あずさがトップ当選、石川が豊島区議会議員に返り咲いた。

#### 野党共闘時代へ
2015年夏の平和安全法制審議以降、反自民勢力として、民主党・維新の党・共産党・社民党・生活の党と山本太郎となかまたち（のち自由党に改称）の5野党が共産党のイニシアチブのもとで連携を深める。5党（民主・維新両党の合併に伴う民進党の結党後は4党）は翌年の選挙協力を行うことなどを確認したが、この動きは民共共闘などと呼ばれるなど、4党のうち民進・共産両党がメインに扱われ、社民・生活/自由両党は脇役とみなされた。2016年の衆議院議員補欠選挙、知事選挙の一部などは4党の統一候補を立て、社民党はこれを支援する支援策をとった。

#### 民進党への合流提案と撤回、吉田党首落選
第24回参議院議員通常選挙（2016年7月10日実施）では、選挙前の5月12日、吉田が民進党への合流を常任委員会で提案したが、福島ら党内から猛反発を受け、18日に撤回・謝罪に追い込まれた。また、比例区における統一名簿構想（「オリーブの木」構想）を生活の党とともに検討したが、民進党が「時間的・物理的に困難」という理由で断り、結局参院選のみは単独で戦った。
同選挙では、選挙区（東京・神奈川・愛知・福岡）は全敗、比例区では改選数2のところ1議席しか確保できず、党の名簿内の順位が1位になった福島のみ当選、吉田は2位に終わり、党首が落選という結党以来の事態となった。両院の総議席数も4となったが、比例区の得票率が2%を超えたため政党要件はクリアし、2022年までの延命を果たした。26日、生活の党とともに参議院で統一会派「希望の会（生活・社民）」（生活3人、社民2人）を結成し、会派代表には福島が就任した（なおこの統一会派結成に伴い、社会民主党への改称以来20年余にわたり使用されてきた会派名「社会民主党・護憲連合」が消滅した）。吉田は今回の選挙の敗戦の責任を取って、党首の辞意を表明していたが、9月1日に行われた党常任幹事会の慰留を受け入れて続投することとなった。非議員の党首は、社会党時代の飛鳥田一雄委員長（当時：横浜市長）以来となる。

#### 史上初の共産党大会への出席、共産党を含む野党共闘の模索
2017年1月、静岡県熱海市で開かれた日本共産党第27回大会に吉田は民進党代表代行安住淳や自由党代表小沢一郎、参院会派「沖縄の風」の参院議員糸数慶子と共に出席し、野党共闘を内外に改めて示した。

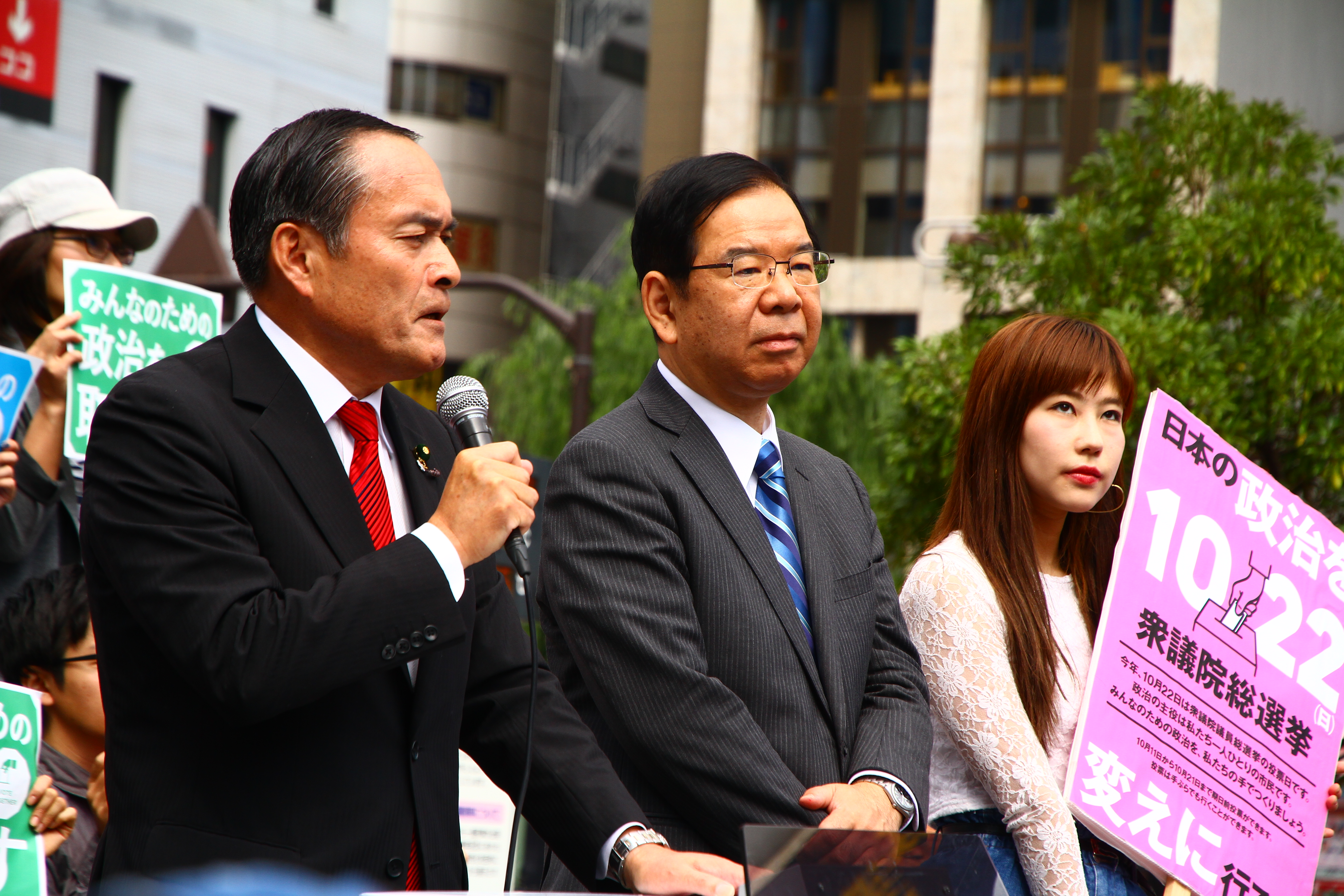
第48回衆議院議員総選挙

第48回衆議院議員総選挙（10月10日公示、22日投開票）では、民進党が希望の党に参加して分裂、自由党も参加したが、共産党、社民党、立憲民主党（民進党の内、希望の党不参加の左派系議員で結成）の3党で引き続き候補者調整などの選挙協力を行った。総選挙では立憲民主党が躍進して野党第一党となったが、社民党や共産党は立憲民主党や希望の党が野党の主体となる選挙戦の中で埋没する形となった。
議席数は、沖縄2区の照屋と比例九州ブロックの吉川が、いずれも再選して現有議席を維持したが、吉川の議席は最下位から2番目という厳しい水準で、比例区得票率は1.69%と結党以来初めて2%を割り込み、2019年の第25回参議院議員通常選挙の結果次第では、公職選挙法上の政党要件を失う見通しとなった。この結果について、吉田は「大変厳しい結果になった。国民の選択に値する政党として再建・再生していきたい」と述べた。また、野党共闘について吉田党首は「立憲民主党を軸に、共産党とも協力」していくことを改めて表明した。

その後、吉田は自身が非議員による活動に制約が生じることを理由に、2018年2月の任期満了をもって退任することを表明した。1月26日に公示された党首選では、又市征治幹事長以外に立候補の届出がなく無投票で党首に当選した。

### 又市征治党首時代 (2018-2020)

#### 立憲民主党会派への参加、第25回参院選
2019年1月24日、参議院において立憲民主党との統一会派「立憲民主党・民友会・希望の会」を結成した。 「希望の会」の名称は、自由党との統一会派時代の名称を引き継いだものである（自由党は国民民主党の会派に合流、後に党としても合流し、解散）。しかしその後、
立憲民主党が第25回参議院議員通常選挙の公認候補として石川大我ら社民党の地方議員を引き抜き擁立するなど、他党へ離脱する動きも相次いだ。又市は、立民幹事長の福山哲郎に対し、「極めて不愉快だ。両党間のひびになりかねない」と批判した。
同年春の第19回統一地方選挙においては、都道府県議会では改選前の47議席から22議席へと勢力を半減、市町村議会選挙においても19議席減の53議席の獲得に留まるなど苦戦を強いられた。
2019年7月の第25回参院選では、比例区の得票率が2％以上獲得できないと、公職選挙法上の政党要件を失うため、党の存亡を懸けた「負けられない戦い」と位置付けた。結果、3選挙区は全敗したが、比例区（4人擁立）では1議席を獲得、吉田が国政に復帰した。比例区での得票率2％を上回り、公職選挙法が定める政党要件を維持した。なお、又市は4月末に発見された肺がんの手術を受け、改選の参院選には立候補せず（代表は続投）、テレビなどの党首討論ならびに遊説には、吉川元幹事長が党を代表した。
選挙後の8月5日には立憲民主党が国民民主党、社民党、旧民進党系の衆院会派「社会保障を立て直す国民会議」に対し、衆議院での立憲会派への参加を打診したが、又市は同日に参加を見送る考えを伝えた。8月20日には立憲・国民両党首間で衆参両院での統一会派結成に合意、社民党は22日の常任幹事会で参議院において立憲・国民両党会派が合流後も統一会派を離脱しない方針を決めたが、衆議院については「党の存在感を無くさないため」として改めて統一会派に参加しない意向を示した。しかし、9月27日には内閣改造・自民党役員人事で「改憲シフト」が強まったと判断し、野党の結束を強化するためとして衆議院でも統一会派に参加する方向に方針転換した。

#### 立憲民主党への合流構想
統一会派結成を実現させた立憲民主党は12月6日に、会派に参加する国民民主党、社民党、旧民進党系無所属議員らに対し、事実上の立憲民主党への合流を呼び掛けた。これを受け社民党は12日の常任幹事会で党合流の協議に入る方針を決めた。党執行部は2020年1月の全国幹事長会議で地方の意見集約を図り、2月の党大会で結論を出すとしており、また合流の議論が進んでいることを踏まえ、2月に予定されていた又市の任期満了に伴う党首選挙をいったん取りやめる方針を固めた。
2020年1月6日に又市は「党名にこだわる必要はない」と述べ立憲民主党への吸収合併を容認する考えを示し、9日には「理念・政策では大筋一致している」と述べ、合流に前向きな姿勢を示したが、同21日に同様に立憲に合流を呼び掛けられていた国民民主党が立憲との合流協議で決裂し、当面野党合流への国民民主党の参加が見送りとなると、又市は「地方には『時間をかけろ』という意見が多い。29日の全国幹事長会議で一定の方向を出すことはない」と述べ、一転して慎重姿勢に転じ、党首選も予定通り2月に実施される方向となった。

2020年2月22日、東京都内で党大会を開き、新党首に合流慎重派とされる福島瑞穂参院議員を選出した（翌23日に正式に就任）。党首選には又市や吉田忠智も立候補を模索したが、党内対立を回避するため知名度の高い福島への一本化で一致し、無投票で選出された。福島にとっては7年ぶりの党首復帰となった。23日には立憲民主党との合流協議継続を盛り込んだ議案を採択したほか、幹事長に吉田、副党首に吉川が就く役員体制も承認された。

### 福島瑞穂党首時代 (2020-)

#### 党分裂
党首に復帰した福島は、新型コロナウイルス感染症（COVID-19）の流行により、日本国政府が配布を決めたいわゆるアベノマスクと呼ばれる布マスクに異物が混入していた問題を巡り、受注企業の社名公表や契約書の開示につなげるなどした。一方、改正新型インフルエンザ等対策特別措置法を巡っては、党が賛成方針を決めたのに対し福島は採決を欠席。党首が党方針に造反するという異例の事態に対し、福島は「ガバナンスに問題があるかもしれないが、社民党の支持者は人権やいろんなことを大事にしていると思う」と釈明した。また、立憲民主党との合流協議については、2月の党大会で「議論の継続」を確認したものの、4月15日には新型コロナウイルスの感染拡大を理由に、一時中断する考えを示した。
6月25日、立憲民主党との間で取りまとめた、合流した場合の党のあり方をまとめた文書を公表した。この中では「自公政権に対峙する力をつくり、政権交代を実現する。両党合流でその歩みを進める意義を確認した」と明記したほか、次期衆院選の比例代表名簿で小選挙区との重複立候補者を同一順位とし処遇に差をつけないことや、地方組織の統合に当たり一部に暫定期間を設けることも盛り込んだ。この文書は立憲幹事長の福山哲郎と吉田で作成し、吉田は立憲民主党との合流の是非を判断する臨時党大会を今秋にも開く意向を示したが、福島は「社民党は合流の意義について確認していない。ゼロベースだ」と述べるなど党内の温度差が明らかとなった。
2020年8月より、福島や大椿が中心となってネット配信番組「夜もフェミテレビ」を開始。主な他の出演者は北原みのりや石川優実、菱山南帆子、笛美など。2021年10月現在で14回放送している。
9月に立憲民主党と国民民主党の一部などが合流し、（新）立憲民主党が結成されたことに対しては、福島は「合流相手の前提条件が変わった」と慎重姿勢を強めた一方、吉田は「新立憲の綱領や規約を精査したが、（前提を）見直す必要はない」と合流に前向きな姿勢を示した。
10月22日、立憲との合流の是非を巡って常任幹事会で協議したが、地方組織からは「党名をなくすべきではない」との意見が相次いでおり、党の解散・合併に必要な党大会での代議員の3分の2以上の賛成が得られる見通しが低いことから、解党による合流を断念した。一方、福島を除く3人の国会議員や、沖縄や大分、東京などの都県組織は合流に前向きであり、代替案として、希望する国会議員や地方組織が党を離れるのを容認するかどうかを問う議案を11月14日の臨時党大会で諮ると決めた。
11月14日、臨時党大会が開催され、立憲民主党への合流を希望する所属議員の離党を容認する議案が可決され、事実上の分裂が決まった。約4時間に及んだ党大会では、合流賛成論と反対論が拮抗し、賛成派の照屋が「先輩方がきずいた遺産をすべて食いつぶしたのはあなただ」と公然と福島を批判した一方、地方組織の代議員が立憲との合流を推進した吉田幹事長の解任を求める動議を提出し否決されるなど時に怒号が飛び交う厳しいものとなり、離党を容認する決議についても出席した167人の代議員のうち賛成は84人で僅差での可決であった。この時点では、所属国会議員4人のうち党に残るのは党首の福島のみで、吉田、吉川、照屋の3人は年内にも離党し立憲民主党に入党する見通しと報じられた。議案可決後、吉田と吉川は離党の意思や時期について支持者らと相談するとして記者団に明言を避けた。照屋は「現段階では考えていない」と早期の離党を否定。12月4日には後継候補の新垣邦男が社民党に残留する意向を示していることから、照屋も残留する意向を固めたと報じられた。
12月17日、吉田忠智幹事長は大分市で記者団の取材に応じ、「離党して立憲民主に合流する。政治を正すためには質的にも量的にもしっかりした野党を作っていかなければならず、社会民主主義的な理念政策を立憲民主の中で広げていきたい」と述べ、立憲民主党への合流を明言した。吉川副党首も「吉田幹事長と一心同体だ」と語った。12月24日の常任幹事会で吉田・吉川の離党が承認され、元衆議院議員の服部良一が新たに幹事長兼選対委員長に就いた。同日には名誉党首と顧問を務める村山富市が党には残るものの、高齢を理由に役職を辞任した。また、11人いた党本部職員は9人が立憲民主党に移籍した。
合流推進派が立憲民主党への合流を急いだ背景には、党勢の衰退により近年の国政選挙では政党要件の維持も危機的な状況にあり、「国会議員がいなくなったら、立憲民主党に相手にもされなくなる」との危機感があったほか、支持母体である自治労の意向もあったとされる。
吉田ら立憲民主党への合流を選んだグループは立憲民主党との合流後に立憲民主党の中で政策グループ「社会民主主義フォーラム」として活動を始めた。

#### 分裂後
2021年1月13日、分裂後初となる立憲民主党との党首会談が行われ、衆参両院での統一会派を維持するなどの連携維持を確認した。1月15日には院内で所属議員が1人しかいない政党は会派名から省くという慣例により、衆議院会派の名称が「立憲民主党・社民・無所属」から「立憲民主党・無所属」に変更され、社民の名称が消滅した。一方で参議院では衆議院と慣例が異なるため、会派名の「立憲民主・社民」は維持された。
5月9日の全国代表者会議では、前年2月の党大会以降これまでに、党員全体の3割にあたるおよそ4,000人が離党し、党員が1万人を割り込んだと公表した。また、47都道府県にあった地方組織も17の組織で分割や解散となるなど、党勢の衰退が進んでいることもあわせて報じられた。党の支持率は同年5月8日、9日のJNN世論調査によれば、前回から0.3ポイント下落し、0％になった。
8月18日、社民党や新社会党や緑の党などのリベラル・革新勢力を機軸として、さらなる立憲野党勢力の野党の連携を後押しする「共同テーブル」が設立された。共同テーブルは「いのちの安全保障確立に向けて非正規社会からの脱却を目指す」ことを理念とするネットワークとなることを目指している。呼びかけ人として佐高信、杉浦ひとみ、上原公子、室井佑月、竹信三恵子、前田朗、纐纈厚、白石孝（NPO法人官製ワーキングプア研究会理事長）、清水雅彦らが参加した。

#### 第49回衆議院議員総選挙
10月31日、第49回衆議院議員総選挙の投開票が行われ、照屋の後継（照屋は翌2022年4月に死去）として立候補した新垣邦男が沖縄2区での議席を守り、福島は「新生社民党となって初めて迎えた総選挙だ。党公認で当選することができてよかった」と述べた。一方、比例代表では結党以来初めて議席を獲得できず、社民党の獲得議席は公示前と同じ1議席に留まった。ただし、党分裂前の2017年の第48回総選挙の全国合計の比例票が941,324票（1.69%）だったのに対して、今回は1,018,588票（1.77%）と結果的にはやや総獲得票数は増した。
2022年1月14日に党首選挙が告示され、福島のみが立候補を届け出たため、無投票での再選が決まった。3月の党大会で正式に承認された。
2022年3月20日、第19回定期全国大会（党大会）で、衆議院議員の新垣邦男（沖縄県第2区）を副党首に充てるなどの役員人事を了承した。新垣は国対委員長と政審会長も兼務。副党首は7月執行予定の参議院議員選挙比例区から立候補予定の大椿裕子と2人になる。

#### 第26回参議院議員通常選挙

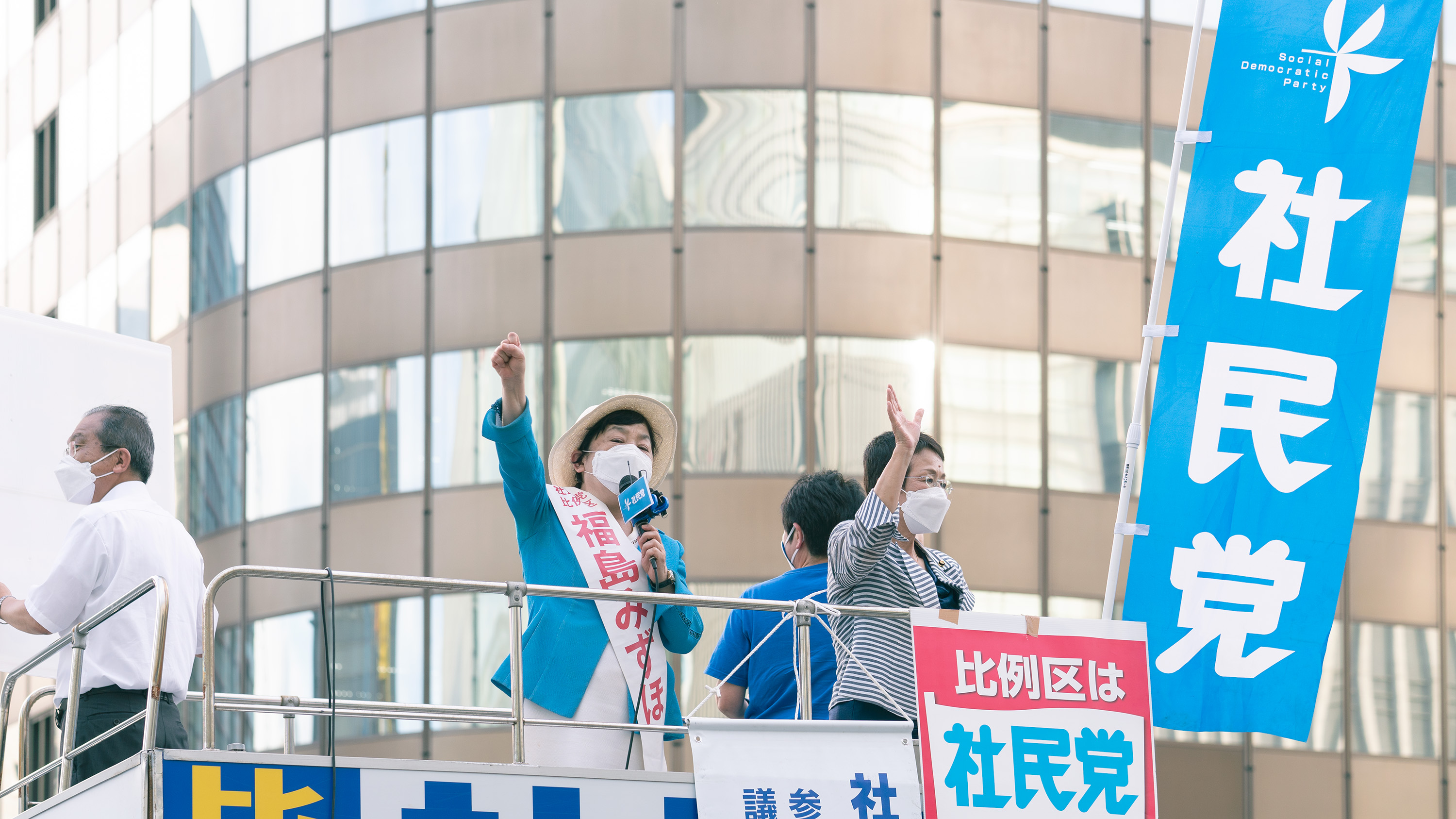
第26回参議院議員通常選挙

同年7月の第26回参議院議員通常選挙では、全国の得票率が2%を下回ると公職選挙法上の政党要件を喪失するため、党として正念場を迎えることとなり、前回の参院選で擁立を見送った福岡選挙区に6年ぶりに候補者を立て、東京選挙区では本来は大阪が地盤である幹事長兼選対委員長の服部良一を擁立。さらに比例区では党首の福島、副党首の大椿のほか、国会議員経験者である秋葉忠利、山口わか子といった知名度のある候補者を擁立し、新社会党と共闘する形で同党の岡﨑彩子（岡崎宏美同党委員長・元衆議院議員の次女）を擁立するなど、政党要件維持に向けて票の上積みを模索した。その結果、選挙区では全員が落選したものの、比例区にて福島が当選した。比例区での得票率も2%を上回り、政党要件を維持する結果となった。
2023年3月30日に吉田忠智が参議院大分県選挙区の補欠選挙に立候補するため参議院議員を辞職した。前回の参院選で順位2位と3位の候補者は社民党比例名簿から削除されていたため、同4位の大椿副党首が繰り上げ当選した。
2023年4月の第20回統一地方選挙では、41道府県議選においては公認候補においては公示前から3議席減となる3議席の獲得に留まった。党籍を持つ候補全体では公示前の15議席に対し、公認3名、党籍を有する候補9名の12議席を獲得し微減となった。政令市議選では公認4名、党籍を持つ候補4名が当選した。一般市区議選では推薦含め66名、町村議会で18名が当選し、改選前議席からは微減となった。
2023年12月1日に党首選挙が告示され、福島のみが立候補を届け出たため、無投票での3選が決まった。2024年2月23日の党大会で正式に承認された。

#### 第50回衆議院議員総選挙
2024年10月27日、第50回衆議院議員総選挙の投開票が行われ、新垣邦男が沖縄2区での議席を維持したものの、比例代表では目標に位置付けた比例九州ブロックを含め議席を獲得できず、社民党の獲得議席は公示前と同じ1議席に留まった。小選挙区では283,287票（0.52%）と史上初めて20万票台に落ち込んだほか、比例代表でも934,530（1.71%）と再び得票数100万票を割り込み、衆院選としては3回連続で得票率2%を割り込んだ。得票数は小選挙区・比例代表ともに過去最低となり、得票率も小選挙区は過去最低、比例代表は過去2番目に低い結果となった。
以上の結果により、2025年7月に投開票が行われる予定の第27回参議院議員通常選挙において選挙区と比例代表の双方で得票率2%を割り込んだ場合には、公職選挙法上の政党要件を失う見込みとなるピンチを再び迎えることとなった。

#### 第27回参議院議員通常選挙

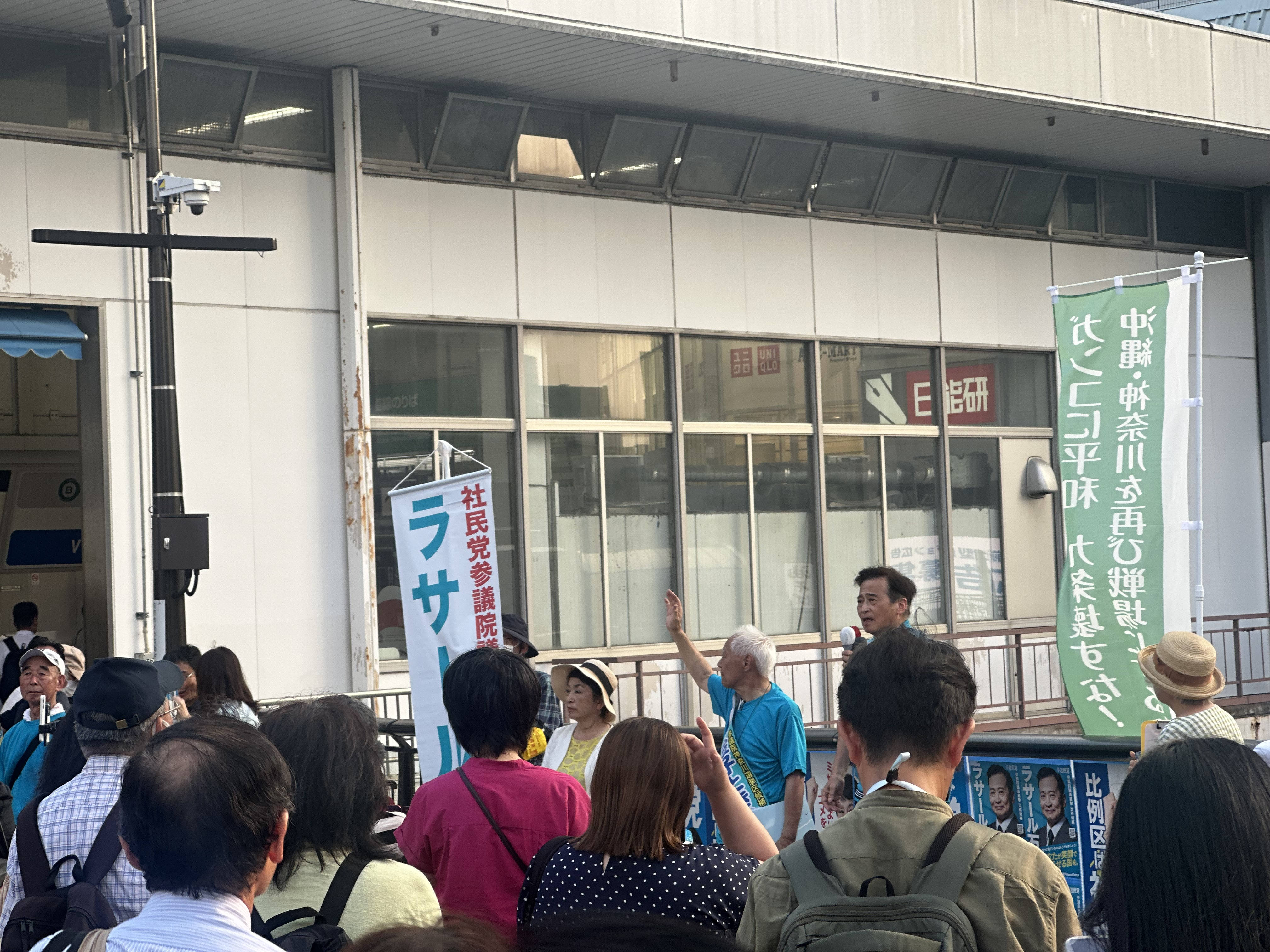
第27回参議院議員通常選挙

2025年現在の自公連立政権の政治は、土台が固まらない不安定な状態である。また今回も、全国の得票率が2%を下回ると公職選挙法上の政党要件を喪失する可能性がある。そこで、社民党は「社民党が変わる”社民党 Reboot 2025”」を打ち出し、平和とくらしのための社会を早急に目指すべく目標を宣言した。なお、今回のキャッチフレーズは「ぶれずに、変える。あなたと。」と「ミサイルよりコメを！」である。
公約として、「物価高に対する緊急生活応援策」を第一に、食料品の消費税を即時0％、トランプ関税で日本の雇用に深刻な影響が出た場合には3年間消費税全体を0％を掲げた。その他にも、最低賃金を全国一律1500円、月10万円の最低保障年金、人税・所得税の累進性強化、大企業の内部留保に課税、社会保険料の労働者負担を半減させ労使負担割合を「1対3」に、農家の所得補償を実現するなどと、公約を掲げた。
比例代表では、現職であり副党首の大椿裕子の他、いずれも新人でタレントのラサール石井、党常任幹事の山城博治、社民党比例名簿推薦枠より新社会党の甲斐正康、市民平和運動家の花岡蔚の候補5名を擁立。選挙区では、国際弁護士である西美友加、元相模原市議会議員8期を務めた金子豊貴男を含む候補6名を擁立した。なお今回、1996年の結党以降初めて兵庫県選挙区に公認候補を擁立した。
2025年7月20日、第27回参議院議員通常選挙の投開票の結果、選挙区では全員が落選したものの、比例区にて新人のラサール石井が207,143票を獲得したこともあり、得票数1,217,823票（2.06%）と2％を上回り、政党要件を維持する結果となった。なお、ラサール石井は全国比例区で当選を果たし、社民党は獲得議席は公示前と同じ1議席を守り抜いたが、目標としていた3人以上の当選には不達となった。
一方現職・副党首の大椿は59,279票を獲得したものの落選した。また大椿は、参議院議員通常選挙期間中の16日にネット掲示板「５ちゃんねる」上にて殺害予告を受けたことを、17日に国会内(参議院会館)での緊急記者会見で明らかにした。投稿は「今日は参議院議員候補の大椿ゆうこをナイフで殺しに行きます。一緒に死体をSNSにアップロードして、盛り上がりましょう！」などという内容で、大阪府茨木警察署から16日、大椿へ伝達された。福島みずほ党首は会見で「他党・無所属候補全ての女性候補とともに（殺害予告）に強く抗議する。選挙期間中の妨害にもなり、生命に対する脅迫・犯罪、民主主義の破壊、排外主義は許せない」と厳しく批判した。

## 政策

### 基本政策

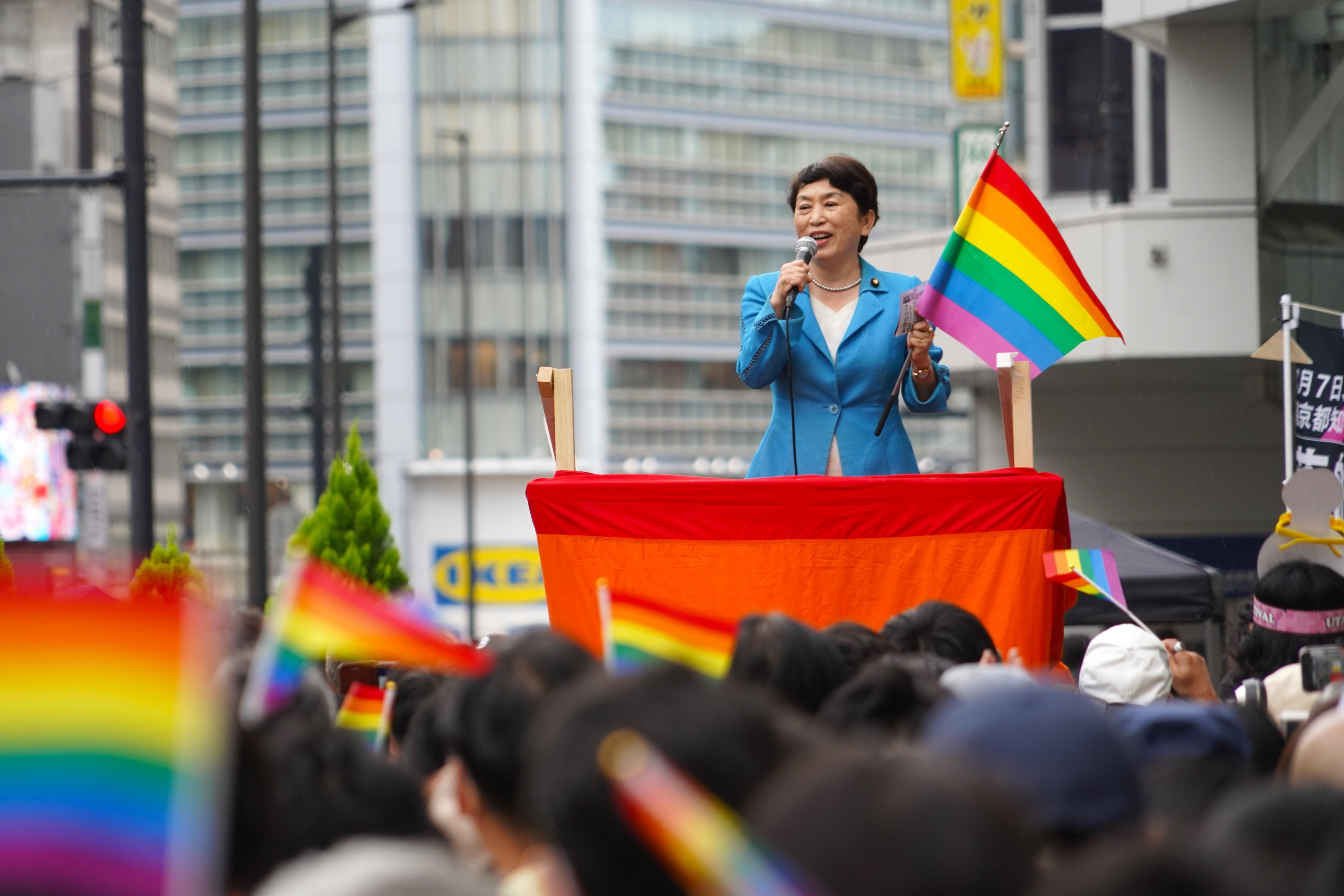
レインボーフラッグを掲げて街頭演説を行う福島瑞穂党首（2024年）

綱領的文書の「社会民主党宣言」（2006年採択）では「社会民主主義を掲げる政党」とし、「日本における社会民主主義の理念」を「平和・自由・平等・共生」とした。
1. 社会的な規制による公正な市場経済 - 自由主義経済の是認、格差対策、公共サービスの重視など。
2. 生きがい、働きがいの持てる労働環境 - 労働条件の向上など。
3. 公平で持続的な税財政 - 消費税引き上げ反対、所得税引き上げなど。
4. 社会の連帯を柱とした社会保障 - 新年金制度、公的医療、介護制度など。
5. 豊かで多様な自治の展開 - 住民主権、地方への権限・財源委譲など。
6. 世界の人々と共生する平和な日本 - 国連憲章や憲法九条を指針とし、自衛隊の縮小、在日米軍基地の縮小・撤去など。
7. 公正な国際経済と平和を基礎にしたアジア経済圏 - 南北格差や国内産業空洞化に対する公正なルール、東アジア共同体構想など。
8. 両性平等社会の実現 - 男女平等、ジェンダーフリーなど。
9. 豊かな自然環境を次世代に - 循環型社会への転換、地球温暖化防止、脱原発、自然エネルギーなど。
10. 食と生命の安全を担う農林水産業 - 第一次産業の維持・発展など。
11. 一人ひとりを大切にする教育の実現 - 個性の重視。
12. あらゆる価値観を保障した創造的文化 - 表現の自由、言論の自由の擁護。
13. 民意を反映する政治への改革 - 小選挙区制から比例得票数を中心とした選挙制度へ、企業・団体献金の廃止。

### 憲法、安全保障関連
- 日本国憲法を「平和憲法」として、平和憲法の擁護と憲法を暮らしに生かす政治を実現[172]。
  - 自衛隊の扱いは時期により異なる。村山内閣では、政権としての立場は、「合憲」、2006年の「社民党宣言」では、党としての立場は、「違憲状態」（詳細は #歴史 参照）。
  - 外交政策では武器貿易条約の早期締結、クラスター爆弾の全面禁止、対人地雷禁止条約の強化、劣化ウラン弾の使用禁止など。
  - 地方自治レベルでは無防備地域宣言運動に賛成。
- 日米安全保障条約は2006年の「社民党宣言」では、最終的に「平和友好条約」へと転換させ、在日米軍基地の整理・縮小・撤去を進めるとした。
  - 普天間基地移設問題では、国外または沖縄県外への全面移転を主張。
  - 日米地位協定は、在日米軍基地への立ち入り権明記など改正を主張。
  - 日本政府による在日米軍への思いやり予算は、2009年第45回衆議院議員総選挙のマニフェストでは「廃止」[173]、2011年度予算編成では減額を主張。

### 税制
- 累進課税を機能させる[174]。
- 消費税は向こう3年間ゼロ[174]。
- 食料品の消費税率をゼロに引き下げる[175][176]。

### 経済、資源・エネルギー関連
- 「TPP（環太平洋パートナーシップ協定）」への参加に反対。
- 「カジノ誘致」に反対[177][178]。
- 「原発ゼロ」と「脱原発社会」の実現[179]。原発・各施設の廃止に向けた具体的なロードマップを作成。2050年を期限に電力の自然エネルギーへの完全転換や温室効果ガス排出ゼロを目指す[174]。
- 経済対策として「雇用回復、グリーン社会への転換、地域・地方の活性化、貧困の解消」など[180]。
  - 郵政民営化は「小泉路線の修正・転換を図る」とし、簡易郵便局の維持、郵政非正規労働者の雇い止めの阻止、「かんぽの宿」等の保全など[181]。

### 民法、家族制度
- 選択的夫婦別姓制度導入を推進[173]。
- 良質な保育や学童保育を増やし、子どもの育ちの場を保障することをめざす[173]。
- 同性婚の合法化に賛成。

### 社会保障、労働環境、教育
- 救急患者のたらい回しをなくすため「周産期医療ネットワーク」と「救急搬送受け入れ体制」を早急に整備し、周産期医療の後方支援体制を確立する。
- 生活保護の母子加算の復活、児童扶養手当の父子家庭への支給の実現をめざす[173]。
- 教育予算を他の先進国並みの対GDP比5%水準への引き上げ[173]。
- 賃金の男女差別の撤廃推進[173]。
- 労働者の権利を守るため、客観的・合理的な理由がなく「就職内定の取り消し」をされた場合は、「就職内定の取り消し」を無効とし、悪質な「就職内定の取り消し」を行った企業は、企業名を公表するとしている。
- 教育費の無償化[175][176]。
- 賃上げの実現[175][176]。

### その他
- 院内交渉団体制度の撤廃。
- 死刑制度は存廃を含め見直し、その間は執行に反対[182]。

## 組織

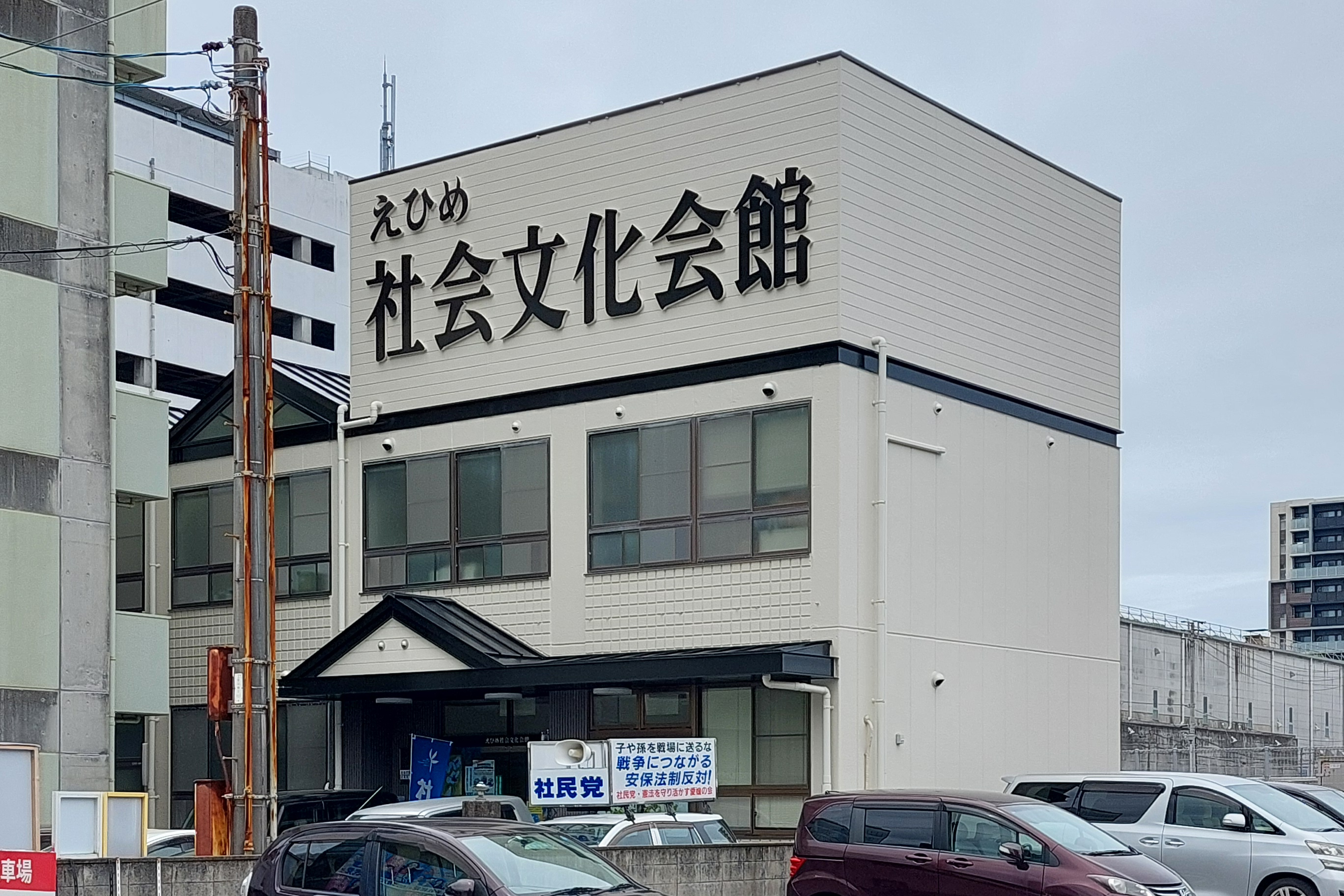
えひめ社会文化会館

### 本部
社会民主党は党則で「各地方が連合する全国政党である」と形態を定義しており、中央組織及び本部を「全国連合」と称する。なお日本社会党時代には中央本部と称していた。
2017年現在の本部所在地は東京都中央区湊の民間ビル内である。

### 地方組織
中央組織である全国連合の下に、「都道府県連合」、「支部連合」、「総支部」、「支部」を設ける（党則21条1項）。また、これに準じる組織としてブロック協議会が規定されている。末端の支部組織は他党と比べて細かいレベルに達する。

#### ブロック協議会
衆議院比例代表選挙のブロックごとに設けられ、選挙活動をはじめとする党活動全般にわたる都道府県連合の活動の協力と調整を行う。ブロック協議会は比例単独候補者の決定と順位付け、および小選挙区の他党候補者に対する推薦の決定について協議・確認の上全国連合常任幹事会に承認を求める（党則31条3項・4項）。

#### 都道府県連合
都道府県連合は、自民党の都道府県支部連合会、民主党の総支部連合会に相当する組織であり、各都道府県に1つずつ設置される（党則23条）
。日本社会党時代は都道府県本部と称していた。
立憲民主党への分裂により、宮城県、山形県、福井県、徳島県の県連合は解散した（福井県連合は2023年2月3日に再結成）。
都道府県連合は後述する職域支部と専門分野別支部を管下に置くことができ、直接指導を行う。

#### 支部連合
支部連合は自民党の選挙区支部、民主党の総支部に相当するもので、衆議院の小選挙区ごとに1つ設置される（党則24条）。日本社会党時代は支部協議会と称していた。

#### 総支部
総支部は基礎自治体ごとではなく都道府県議会の選挙区に準じて編成される規定になっており、公明党のそれや日本共産党の地区委員会に相当する。
総支部は傘下に2つ以上の支部を持っていなければならない（党則25条1項）。

#### 支部
支部は3名以上の党員によって構成される社民党の最末端組織である。日本社会党時代は党員30名以上で支部を構成し、支部に所属する者のうち5人以上で班を構成するとされていたが、社会民主党発足の際に従来の班よりも細かい単位で支部を結成できると改められた。党員3人で支部を結成できるという制度は、日本共産党と同じである。
支部は党則上では議員支部、地域支部、職場支部、職域支部、専門（業種）分野別支部の5つの種類に分かれ、各党員は自らの選択でそのうちの1種類の支部に参加する（党則26条2項）。
5種類のうち、議員・地域・職場の各支部は地元の総支部の管下となる。職域・専門分野別支部は人数や広域性などによって都道府県連合の直属とすることができる。

### 党員
最低限の要件として、「本党の基本理念及び政策・党則に賛同する18歳以上の者」（党則4条1項）が掲げられている。日本国民の他、外国人でも日本国内に3年以上定住していれば入党を申し込むことができる。日本の主要政党で外国人の入党を認めているのは、2015年現在では本党と公明党のみとなる。

党籍は一般党員と協力党員の2種類があり、一般党員は年齢によって毎月の党費が変わる。39歳以下は月額1,300円、40歳から59歳までは月額2,000円、60歳以上は月額1,000円となっている。この制度は社会民主党になってから改正されたもので、日本社会党時代は社会主義の原則による公平負担を掲げ、毎月の実収入の1%を徴収する制度が長年続いた。このため日本共産党と同様に党費を納めないまま党籍を維持することができた。また、日本共産党の10条該当党員に相当する活動実態のない党員も多数いて、一定の期間後に支部の判断で除籍することも可能だった。この名残で、現在でも最大1年間までの党費滞納は党則上も容認されている（党則5条4項）。

協力党員は民主党のサポーターに近い制度で、月額500円または1年前納で6,000円。党首選挙への投票は可能だが、公職選挙における党公認候補者になれない（党則7条1項但書。推薦は一部条件付きで可）、党各級連合の会議への参加が一部に限られるなど、一般党員と比べて権利に制限がある。
入党・離党の手続きは最寄りの党組織で受け付ける。ただし国会議員のみ都道府県連合で受け付け、全国連合常任幹事会の承認を受ける必要がある（党則5条3項）。また、除名・除籍者の再入党は都道府県連合常任幹事会の承認が必要となる（党則4条3項）。

## 役職
党則によって、党首を含めた役員の任期は2年と定められている。

### 全国連合執行部役員表
2022年3月20日現在
| 役職                                | 氏名       | 肩書                     |
| ----------------------------------- | ---------- | ------------------------ |
| 党首                                | 福島瑞穂   | 参議院議員               |
| 副党首・政策審議会長 国会対策委員長 | 新垣邦男   | 衆議院議員               |
| 副党首                              | 大椿裕子   | 元参議院議員             |
| 幹事長・選対委員長                  | 服部良一   | 元衆議院議員             |
| 常任幹事                            | 伊地智恭子 | 東京都多摩市議会議員     |
| 常任幹事                            | 伊是名夏子 | コラムニスト             |
| 常任幹事                            | 山城博治   | 沖縄平和運動センター議長 |
| 常任幹事                            | 中島修     | 党全国連合総務企画局長   |
| 常任幹事                            | 渡辺英明   | 党全国連合組織団体局長   |

### 歴代党首一覧
| 代 | 党首 | 党首       | 期                             | 在任期間                                               | 備考                                           |
| -- | ---- | ---------- | ------------------------------ | ------------------------------------------------------ | ---------------------------------------------- |
| 1  |      | 村山富市   | 1                              | 1996年1月19日 - 1996年9月28日                          | 第41回衆院選に向けた党体制立て直しのため退任。 |
| 2  |      | 土井たか子 | 2                              | 1996年9月28日 - 1998年12月22日                         | 第41回衆院選の敗北により連立離脱。任期満了     |
| 2  | 3    | 土井たか子 | 1998年12月22日 - 2000年1月21日 | 任期満了                                               |                                                |
| 2  | 4    | 土井たか子 | 2000年1月21日 - 2002年3月26日  | 任期満了                                               |                                                |
| 2  | 5    | 土井たか子 | 2002年3月26日 - 2003年11月15日 | 第43回衆院選の敗北により辞任。                         |                                                |
| 3  |      | 福島瑞穂   | 6                              | 2003年11月15日 - 2005年12月2日                         | 任期満了                                       |
| 3  | 7    | 福島瑞穂   | 2005年12月2日 - 2007年11月27日 |                                                        | 任期満了                                       |
| 3  | 8    | 福島瑞穂   | 2007年11月27日 - 2009年12月4日 | 民社国連立政権樹立。鳩山内閣の国務大臣に就任。任期満了 |                                                |
| 3  | 9    | 福島瑞穂   | 2009年12月4日 - 2012年1月20日  | 普天間基地移設問題を巡り連立離脱。任期満了             |                                                |
| 3  | 10   | 福島瑞穂   | 2012年1月20日 - 2013年7月25日  | 第46回衆院選、第23回参院選の敗北により辞任。           |                                                |
| 4  |      | 吉田忠智   | 11                             | 2013年10月14日 - 2016年2月24日                         | 旧社会党以来17年ぶりの決選投票で選出。任期満了 |
| 4  | 12   | 吉田忠智   | 2016年2月24日 - 2018年2月25日  | 任期満了                                               |                                                |
| 5  |      | 又市征治   | 13                             | 2018年2月25日 - 2020年2月23日                          | 任期満了の後、立憲民主党へ合流。               |
| ６ |      | 福島瑞穂   | 14                             | 2020年2月23日 - 2022年2月14日                          | 旧社会党以来で2人目の党首再登板。              |
| ６ | 15   | 福島瑞穂   | 2022年2月14日 - 2024年2月23日  | 無投票当選。第26回参議院議員選挙開催。                 |                                                |
| ６ | 16   | 福島瑞穂   | 2024年2月23日 - 現職           | 無投票当選。                                           |                                                |

- は社民党が政権離脱した時点での党首。
- は社民党が政権入りした時点での党首。

### 歴代の全国連合執行部役員表
| 党首       | 副党首   | 副党首       | 副党首   | 副党首     | 幹事長     | 政策審議会長 | 院内総務会長 国会対策委員長 | 参議院議員会長 | 就任年月  |
| ---------- | -------- | ------------ | -------- | ---------- | ---------- | ------------ | --------------------------- | -------------- | --------- |
| 村山富市   | 久保亘   | 五十嵐広三   | 日野市朗 | 岡崎トミ子 | 佐藤観樹   | 伊藤茂       | 池端清一                    | 久保亘         | 1996年1月 |
| 土井たか子 | 久保亘   | 五十嵐広三   | 野坂浩賢 | 上原康助   | 伊藤茂     | 及川一夫     | 秋葉忠利                    | 日下部禧代子   | 1996年9月 |
| 土井たか子 |          | 日下部禧代子 |          | 上原康助   | 伊藤茂     | 秋葉忠利     | 前島秀行                    | 日下部禧代子   | 1998年1月 |
| 土井たか子 | 伊藤茂   | 日下部禧代子 |          | 渕上貞雄   | 浜田健一   | 村沢牧       | 前島秀行                    | 1999年1月      |           |
| 土井たか子 | 伊藤茂   | 山口鶴男     | 清水澄子 | 渕上貞雄   | 浜田健一   | 中西績介     | 梶原敬義                    | 2000年2月      |           |
| 土井たか子 | 谷本巍   | 東門美津子   | 清水澄子 | 渕上貞雄   | 辻元清美   | 中西績介     | 梶原敬義                    | 2000年7月      |           |
| 土井たか子 | 渕上貞雄 | 東門美津子   |          | 福島瑞穂   | 辻元清美   | 中西績介     | 山本正和                    | 2001年10月     |           |
| 土井たか子 | 渕上貞雄 | 東門美津子   | 中西績介 | 福島瑞穂   | 大脇雅子   | 中西績介     | 大渕絹子                    | 2002年3月      |           |
| 土井たか子 | 渕上貞雄 | 東門美津子   | 中西績介 | 福島瑞穂   | 大脇雅子   | 中西績介     | 渕上貞雄                    | 2002年10月     |           |
| 福島瑞穂   | 渕上貞雄 | 横光克彦     | 照屋寛徳 | 又市征治   | 阿部知子   | 横光克彦     | 渕上貞雄                    | 2003年11月     |           |
| 福島瑞穂   | 渕上貞雄 |              | 照屋寛徳 | 又市征治   | 阿部知子   | 重野安正     | 渕上貞雄                    | 2005年9月      |           |
| 福島瑞穂   | 渕上貞雄 | 又市征治     |          | 重野安正   | 阿部知子   | 日森文尋     | 渕上貞雄                    | 2007年12月     |           |
| 福島瑞穂   | 渕上貞雄 | 又市征治     | 辻元清美 | 重野安正   | 阿部知子   | 2009年9月    | 渕上貞雄                    |                |           |
| 福島瑞穂   | 渕上貞雄 | 又市征治     | 照屋寛徳 | 重野安正   | 阿部知子   | 2010年1月    | 渕上貞雄                    |                |           |
| 福島瑞穂   |          | 又市征治     | 照屋寛徳 | 重野安正   | 阿部知子   | 又市征治     | 2010年8月                   |                |           |
| 福島瑞穂   |          | 又市征治     | 照屋寛徳 | 吉田忠智   | 2013年1月  | 又市征治     |                             |                |           |
| 吉田忠智   | 福島瑞穂 | 又市征治     | 照屋寛徳 | 吉川元     | 2013年11月 | 又市征治     |                             |                |           |
| 又市征治   | 福島瑞穂 | 吉川元       | 照屋寛徳 | 吉川元     | 福島瑞穂   | 2018年2月    |                             |                |           |
| 福島瑞穂   | 吉川元   | 吉田忠智     | 吉川元   | 吉川元     | 福島瑞穂   | 2020年2月    |                             |                |           |
| 福島瑞穂   | 大椿裕子 | 服部良一     | 服部良一 | （空席）   | 福島瑞穂   | 2021年2月    |                             |                |           |
| 福島瑞穂   | 大椿裕子 | 服部良一     | 新垣邦男 | 新垣邦男   | 福島瑞穂   | 新垣邦男     | 2022年3月                   |                |           |

### 閣僚経験者等
（）内は入閣直前の党役職
第1次橋本内閣
- 国務大臣

大蔵大臣（副総理）：久保亘（副党首）
郵政大臣：日野市朗（副党首）
労働大臣：永井孝信
総務庁長官：中西績介
環境庁長官：岩垂壽喜男
- 政務次官等

内閣官房副長官：渡辺嘉蔵 ‐ 藁科滿治【1996年10月11日 ‐ 】
大蔵政務次官：鉢呂吉雄
文部政務次官：日下部禧代子
運輸政務次官：北沢清功
建設政務次官：沢藤礼次郎
経済企画政務次官：清水澄子
鳩山由紀夫内閣
- 国務大臣

内閣府特命担当大臣（消費者･食品安全・少子化対策・男女共同参画）：福島瑞穂（党首）
- 副大臣

国土交通副大臣：辻元清美（国会対策委員長）

## 財政

### 党職員の解雇問題
2005年、政党交付金の激減による財政難から党職員の整理解雇を職員団体に通告した。労働者の党を標榜する党の理念を自ら破る行為に対し、「党の労働政策と矛盾している」と反発の声が挙がっていたが、当時幹事長の又市征治は「人件費を切り詰めざるを得ない」として、同年2月17日、33名の本部職員のうち、55歳以上の高齢者、兼職、職務怠慢のいずれかを理由に9名に指名解雇をした。
被解雇者中3名は労働組合を結成し、解雇無効の訴訟を起こしたが、2007年4月11日の一審判決、同年9月13日の二審判決、2008年2月1日の最高裁判決は、ともに党が勝訴した。もう一人の訴訟者に対する2007年8月30日の一審判決も党が勝訴したが、2008年1月に東京高裁で金銭和解が成立した。

### 本部移転問題

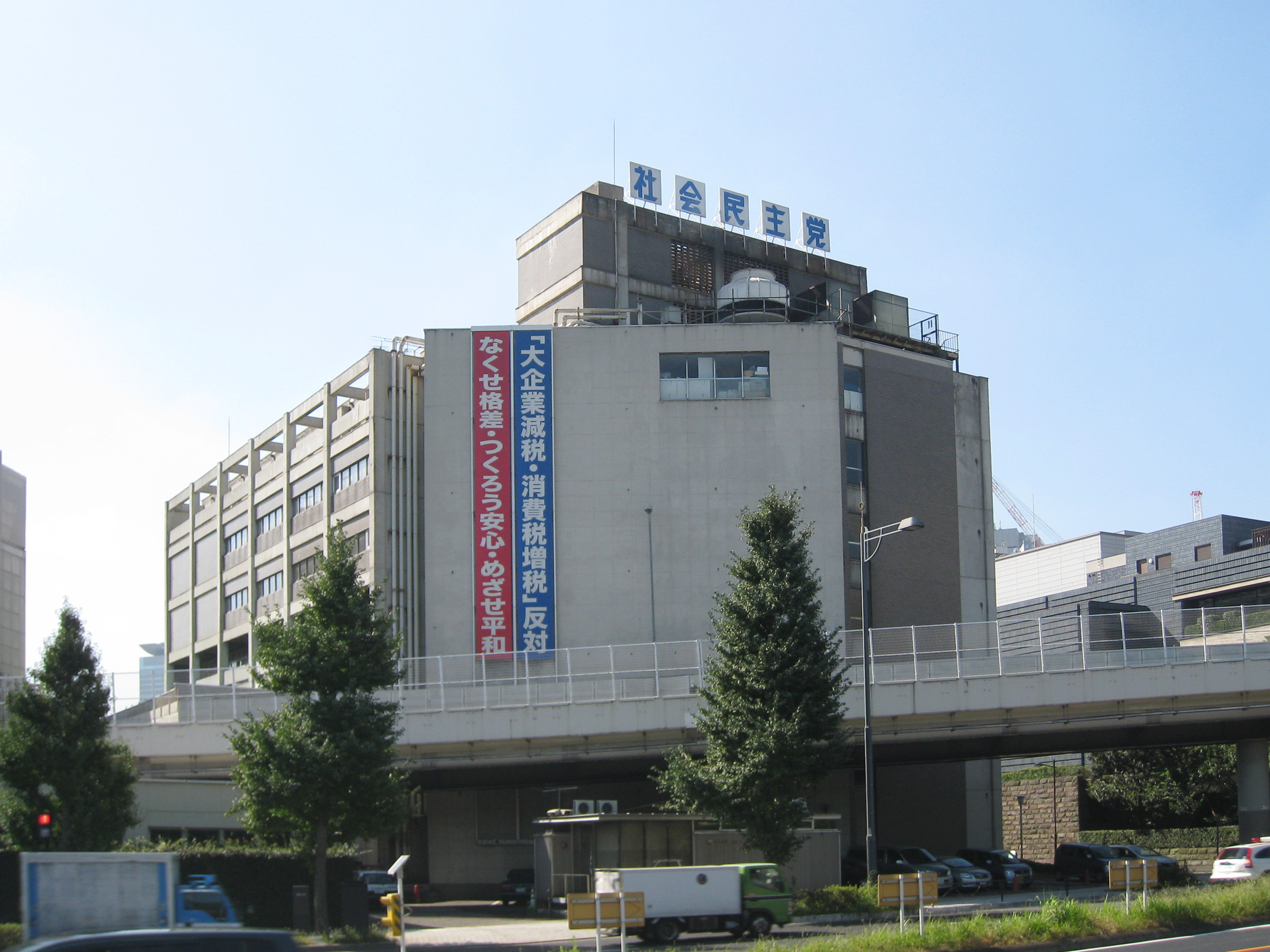
2013年1月の移転まで本部を置いていた社会文化会館

社民党の本部は、前身の社会党時代の1964年、それまでの党本部が1964年東京オリンピック開催に伴う国道246号の拡幅工事で立ち退きが必要となり、政府が代替地として提供した現地を、年間約2850万円で借り受けて1964年に建築された「社会文化会館」（地上7階地下1階・約6600平方メートル）であり、近くにある坂の名前から通称三宅坂と呼ばれ、長らく活動の拠点となってきた。
21世紀に入って党勢が低下してからは空き部屋も増えたが、多目的ホールなどを撮影に貸し出すなどしており、レトロな雰囲気の相まって、テレビ関係者の口コミで頻繁にドラマ撮影などに貸し出され、最盛期には年間9千万円、2010年には年間30回利用され、123万円の利用料収入を上げていた。党側も、宣伝になるとして貸し出しに積極的であった。
しかし2011年の東日本大震災以後、ビルの耐震性が問題視されて一般貸し出しができない状態に陥り、管理財団は2012年3月31日に解散。以降ビルのメンテナンスは党職員が行うことになった。
党として継続費用を模索するも、専門家による耐震診断の結果は「即時使用制限」となった。修繕しようにも修繕積立などは全く行われておらず、また退去しようにも敷地が国有地であるため退去時に解体費用を負担する必要があり、対応が困難であった。2013年1月28日に社会文化会館を退去することとなった時点で、館内の8フロアのうち党本部と東京都連が1フロアずつ利用しているのみで、ほかのフロアは節電のため常に消灯している状況であった。
のちにこれら費用のうち、耐震診断については党が千代田区に助成を申請し、費用の全額約850万円が公費で賄われたことが明らかとなった。その内訳は、3分の1の280万円余りが平成24年度日本国政府の復興予算「全国防災対策費」から拠出され、残りは東京都が助成した。
解体費用についても、党は千代田区に助成を申請し、区は約3分の1の助成を決定して党に通知した。解体費用の助成は新年度予算からの支出となるが、このうち半額は国費で賄われたことが明らかとなった。
これらの公費助成の根拠法である東日本大震災復興基本法（2011年6月施行）は、社民党所属全議員を含む与野党の賛成多数で可決成立したものである。同法では、その目的を、東日本大震災からの復興の円滑かつ迅速な推進と活力ある日本の再生を図ることを目的とする（法1条）と明記しており、いわゆる復興予算が被災地の震災復興だけに使われるものではないことが明示されていた。
しかし、社民党は、党代表を含む所属全議員の賛成により成立したこの法律を根拠とし、条文に明示されている運用に基づいている復興予算の被災地以外の事業適用であるにもかかわらず、目的外に流用されていたなどとして政府与党を批判する一方、党としてはその恩恵を受けていたことから、その姿勢が問われるとの報道がなされた。
この報道の後、社民党は「違法ではないが好ましくない」として、耐震診断についての復興予算相当分の280万円については、被災地に寄付することを表明した。一方で、解体費用についての復興予算相当分については、その金額自体が明示されなかった。
社会文化会館は3月に解体作業を開始、8月には解体を完了した。
退去後の党本部は、内閣総理大臣官邸の裏に立地する民間ビル「永田町ビル」の2フロアへ移転したが、2017年5月8日、党勢低迷で賃料を削ってでも選挙費用などに充てるべきだとの判断から、東京都中央区湊3丁目にある民間ビルに再移転した。

### 政党交付金
社会民主党の政党交付金は以下の通り。なお、日本社会党から改名以降の政党交付金額を示す。
- 1996年(平成09年) - 47億1005万円　ー
- 1997年(平成10年) - 27億4113万円　↓
- 1998年(平成11年) - 24億7207万円　↓
- 1999年(平成12年) - 21億1367万円　↓
- 2000年(平成13年) - 22億5106万円　↑
- 2001年(平成14年) - 21億5356万円　↓
- 2002年(平成15年) - 17億9198万円　↓
- 2003年(平成16年) - 16億8626万円　↓
- 2004年(平成17年) - 11億1160万円　↓
- 2005年(平成18年) - 10億2242万円　↓
- 2006年(平成19年) - 10億600万円　↓
- 2007年(平成20年) - 9億6822万円　↓
- 2008年(平成21年) - 9億0229万円　↓
- 2009年(平成22年) - 8億9055万円　↓
- 2010年(平成23年) - 8億6400万円　↓
- 2011年(平成24年) - 7億6230万円　↓
- 2012年(平成25年) - 7億6369万円　↑
- 2013年(平成26年) - 4億2900万円[214]　↓
- 2014年(平成27年) - 4億7000万円[214]　↑
- 2016年(平成28年) - 4億7196万8000円[215] 　↑
- 2017年(平成29年) - 3億9536万8000円[216]　↓
- 2018年(平成30年) - 3億7994万7000円[217]　↓
- 2019年(平成31年・令和元年) - 3億8417万3000円[218]　↑
- 2020年(令和02年) - 3億6276万9000円[219]　↓
- 2021年(令和03年) - 3億1228万3000円[220]　↓
- 2022年(令和04年) - 2億7904万3000円[221]　↓
- 2023年(令和05年) - 2億6016万6000円[222]　↓
- 2024年(令和06年) - 2億8820万8000円[223]　↑

- 2025年(令和07年) - 2億8384万3000円[224]　↓

（平成9年から平成25年までの社会民主党における政党交付金『政党交付金使途等報告の概要』インターネット資料収集保存事業〈国立国会図書館 〉2024年3月21日）

### 政党総収入額
- 2010年 - 32億1,861万円
- 2015年 - 19億2,083万円
- 2022年 - 15億5780万円[225]

## 党勢

### 衆議院
| 選挙         | 当選/候補者 | 定数 | 議席占有率 | 得票数（得票率）  | 得票数（得票率）   | 備考                                        |
| 選挙         | 当選/候補者 | 定数 | 議席占有率 | 選挙区            | 比例代表           | 備考                                        |
| ------------ | ----------- | ---- | ---------- | ----------------- | ------------------ | ------------------------------------------- |
| （改称時）   | 63/-        | 511  | 12.32%     |                   |                    | 第41回総選挙前には30 （大多数民主党へ移籍） |
| 第41回総選挙 | 15/48       | 500  | 3%         | 1,240,649（2.2%） | 3,547,240（6.4%）  |                                             |
| 第42回総選挙 | 19/76       | 480  | 3.95%      | 2,315,235（3.8%） | 5,603,680（9.4%）  |                                             |
| 第43回総選挙 | 6/65        | 480  | 1.25%      | 1,708,672（2.9%） | 3,027,390（5.1%）  |                                             |
| 第44回総選挙 | 7/45        | 480  | 1.45%      | 996,007（1.5%）   | 3,719,522（5.5%）  |                                             |
| 第45回総選挙 | 7/37        | 480  | 1.45%      | 1,376,739（2.0%） | 3,006,160（4.3%）  | 離党-2                                      |
| 第46回総選挙 | 2/33        | 480  | 0.41%      | 451,762（0.7%）   | 1,420,790（2.3%）  |                                             |
| 第47回総選挙 | 2/25        | 475  | 0.42%      | 419,347（0.7%）   | 1,314,441（2.4%）  |                                             |
| 第48回総選挙 | 2/21        | 465  | 0.43%      | 634,719（1.15%）  | 941,324（1.69%）   | 離党-1                                      |
| 第49回総選挙 | 1/15        | 465  | 0.21%      | 313,193（0.55%）  | 1,018,588（1.77%） |                                             |
| 第50回総選挙 | 1/17        | 465  | 0.21%      | 283,287（0.52%）  | 934,530（1.71%）   |                                             |

### 参議院
| 選挙           | 当選/候補者    | 非改選 | 定数 | 議席占有率 | 得票数（得票率）  | 得票数（得票率）   | 備考                                          |
| 選挙           | 当選/候補者    | 非改選 | 定数 | 議席占有率 | 選挙区            | 比例代表           | 備考                                          |
| -------------- | -------------- | ------ | ---- | ---------- | ----------------- | ------------------ | --------------------------------------------- |
| （改称時）     | 39/-           | -      | 252  | 15.47%     |                   |                    | 第18回通常選挙前には20 （大多数民主党へ移籍） |
| 第18回通常選挙 | 5/37           | 8      | 252  | 5.15%      | 2,403,649（4.3%） | 4,370,763（7.8%）  |                                               |
| 第19回通常選挙 | 3/24           | 5      | 247  | 3.23%      | 1,874,299（3.5%） | 3,628,635（6.6%）  |                                               |
| 第20回通常選挙 | 2（会派+1）/15 | 3      | 242  | 2.06%      | 984,338（1.8%）   | 2,990,665（5.4%）  |                                               |
| 第21回通常選挙 | 2/23           | 3      | 242  | 2.06%      | 1,352,018（2.3%） | 2,634,713（4.5%）  |                                               |
| 第22回通常選挙 | 2/14           | 2      | 242  | 1.65%      | 602,684（1.0%）   | 2,242,735（3.8%）  | 無所属共同推薦候補も 4人いたが全員落選        |
| 第23回通常選挙 | 1/9            | 2      | 242  | 1.23%      | 271,547（0.5%）   | 1,255,235（2.4%）  |                                               |
| 第24回通常選挙 | 1/11           | 1      | 242  | 0.82%      | 289,899（0.5%）   | 1,536,238（2.7%）  |                                               |
| 第25回通常選挙 | 1/7            | 1      | 245  | 0.81%      | 191,820（0.38%）  | 1,046,011（2.09%） | 離党-1、繰上当選+1                            |
| 第26回通常選挙 | 1/12           | 0      | 248  | 0.40%      | 178,911（0.34%）  | 1,258,501（2.37%） |                                               |
| 第27回通常選挙 | 1/11           | 1      | 248  | 0.81％     | 302,775（0.51%）  | 1,217,823（2.06%） |                                               |

（参考文献：石川真澄（一部山口二郎による加筆）『戦後政治史』2004年8月、岩波書店・岩波新書、ISBN 4-00-430904-2）
- 当選者に追加公認は含まず。追加公認には会派に加わった無所属を含む。
- 『戦後政治史』にない追加公認は 2 国会議員会派別議員数の推移（召集日ベース）[リンク切れ]（衆議院、1990年 - 1999年）・2 国会議員会派別議員数の推移（召集日ベース）[リンク切れ]（衆議院、1996年 - 2003年）・2 国会議員会派別議員数の推移（召集日現在）[リンク切れ]（衆議院、2001 - 2008年）、(2) 参議院[リンク切れ]（1990 - 1999年）(2) 参議院[リンク切れ]（1994 - 2004年）・(2) 参議院 （召集日現在）[リンク切れ]（2000 - 2008年）にある、選挙直後の国会召集日の会派所属者数から判断した。第20回通常選挙直後の召集はない。

### 所属国会議員
- 2025年7月22日現在、所属国会議員数3名（衆議院議員1名、参議院議員2名）
- ※（）内は、当選回数と選挙区。

| 新垣邦男 （2回、沖縄2区） |

| 2028年改選 | 福島瑞穂 （5回、比例）     |
| 2031年改選 | ラサール石井 （1回、比例） |

2010年の参院選において渕上貞雄が引退した事で、日本社会党時代から在籍している国会議員は全員姿を消した。（ただし、2020年に立憲民主党に移籍した吉川元は非議員時代に日本社会党に所属していた。）
第27回参議院議員通常選挙にて比例区の得票率が2％を超えたため、2031年の第29回参議院議員通常選挙まで所属国会議員が1名以上いれば政党として活動が可能で政党助成金も受け取れることになった。

### 地方政治
- 地方議員：236人[3]
  - 都道府県議会：29
  - 市区町村議会：207人

## 対外関係

### 中華人民共和国

#### 中国による尖閣漁船衝突事件への姿勢
尖閣諸島で中国漁船が衝突事件を起こした際に、「尖閣諸島は、歴史的にみて明らかに日本の領土であり、沖縄県石垣市に属する島である。領海内で他国の漁船が操業することは、特段の取り決めがない限り断じて認められないことであり、海上保安庁が取り締まることは当然である。」との談話を発した。この事件について中華人民共和国が日本側に謝罪と賠償を求めたが、これは全く論拠がなく認められない主張であるとして社民党は、中華人民共和国に謝罪と賠償の要求を直ちに取り下げるように求めた。

#### 中国共産党建党100周年での祝辞
2021年7月1日に行われた中国共産党建党100周年にて社民党は福島代表名義で「中国共産党が、習近平氏による新時代の中国の特色ある社会主義思想の指導の下、中華民族の偉大な復興を実現する道を、引き続き突き進まれることをお祈りする」との祝辞を発表した。

#### 原発処理水反対の一致
2024年1月に福島みずほ党首は訪中し、中国共産党序列4位の王滬寧政治局常務委員と会談した。この会談で、福島党首と王は東京電力福島第1原発処理水の海洋放出への反対で一致した。この報道を受け、国民民主党の玉木雄一郎党首は「科学が風評に負けてはならない。」「日本は外国のディスインフォメーションに負けてはならない。」「日本の政治家は外国に利用されてはならない。」と社会党への反対声明を出した。東京新聞によると、処理水の話題は「日本政界にも処理水反対の意見はある」とし、中国の主張の正当性のアピールに利用するため、王滬寧から提起した。

### 大韓民国
後述のように北朝鮮による日本人拉致問題を強く批判された経緯もあり、表立って親北を主張できなくなった社民党は拉致問題が表面化した2002年以降は、大韓民国（韓国）の特に左派政党との関係に比重を置くなど親韓の傾向を強めている。これは1990年代の軍事政権崩壊後の反動で韓国で政権与党になったのが新千年民主党（金大中）、ウリ党（盧武鉉）、共に民主党（文在寅）などに象徴されるように主に中道左派政党であるのも少なからず影響している。
2023年7月6日には、ソウル・国会議員会館で開かれた革新系野党正義党との懇談会で、東京電力福島第1原発の処理済み汚染水の海洋放出阻止に向けて連帯する方針を固めた。

### 朝鮮民主主義人民共和国
朝鮮民主主義人民共和国（北朝鮮）とは、日本社会党時代から長きに渡り引き続き良好な関係を保っていたが、2002年の日朝首脳会談で金正日が拉致を認めた後、社民党の朝鮮労働党宛質問状に返答がなかったためと称して、「労働党との関係凍結についてはもう少し慎重に検討すべき」（宇賀神文雄幹事長（栃木））などの反対意見を封殺して、「多角的な議論の上で」（福島幹事長）同年12月関係を凍結すると発表する一方、在日本朝鮮人総聯合会に対して、従来通り友好関係を維持（福島幹事長）するとしている。
また、一部の地方組織では、北朝鮮と引き続き関係を保っているところもある。

#### 北朝鮮による日本人拉致事件への姿勢
社民党は、社会党時代の1963年に第一次訪朝団を派遣して以来、朝鮮労働党との交流を積み上げ、「朝鮮労働党唯一の友党」を標榜してきた。
一方で、党の拉致事件への対応について、日本社会党時代から朝鮮統一問題に取り組んできた田英夫は「『ご説ごもっとも。友好第一』で、本当の友人として批判する態度ではなかった」、「拉致を信じていなかった。だまされた」と述べている。
1990年に、自民党の金丸信と訪朝した田邊誠元社会党委員長は、当時拉致問題に関しては全く知らなかったと釈明し、「家族からの陳情も私には届いていなかった。行方不明者がいるという話を小耳にはさみ、訪朝前に外務省や警察庁に聞いたが確認できなかった」と主張した。
社民党機関誌『月刊社会民主』1997年7月号では、社会科学研究所「月刊日韓分析」編集員の北川広和の論文「食糧支援拒否する日本政府」が掲載され、次のような記載がなされた。「拉致疑惑の根拠とされているのは、つい最近、韓国の国家安全企画部（安企部）によってもたらされた情報だけである」「産経新聞に掲載された元工作員の証言内容に不自然な点がある」。従って「拉致疑惑事件が安企部の脚本、産経の脚色によるデッチあげ事件との疑惑が浮かび上がる」。「20年前に少女が行方不明になったのは、紛れもない事実である。しかし、それが北朝鮮の犯行とする少女拉致疑惑事件は新しく創作された事件というほかない。……拉致疑惑事件は、日本政府に北朝鮮への食糧支援をさせないことを狙いとして、最近になって考え出された事件なのである」。2001年、日本人拉致事件が明るみに出て以降も、同論文は同党の公式ウェブサイトに掲載され続けた。
2002年9月17日の小泉純一郎と金正日との日朝首脳会談以降、「これまで朝鮮労働党は、社民党が参加してきた森団長、村山団長の2度にわたる訪朝団との会談で『拉致は存在しない』『行方不明者として調査する』と対応してきた。社民党も同会議の席上、拉致・行方不明者の生存確認の追及を厳しく求めてきた」との立場を取りつつも、上記論文について、2002年10月3日の常任幹事会後の記者会見で、保坂展人総合企画室長（当時）は、「党の見解と同一かを確認したことはないが、なるべく早い時期に見解を出したい」と述べ、当面は掲載を続ける考えを示した。
しかし、既に当該論文の内容や社民党における取り扱いなどが、マスメディアによって周知されており、この党の対応に対しては、党員からも抗議が殺到、保坂展人総合企画室長（当時）は「論文が拉致がなかったという内容で、家族の気持ちを思うと不適当だと判断した。今日、執筆者と連絡が取れ、削ってもいいという了解をもらった」 として、論文の削除を行った。
2002年10月7日、所属する田嶋陽子が、一連の対応を「（拉致事件という）現実に対する対応にスピード感も柔軟性もない」と批判のうえ、離党を表明する事態に陥ると、福島瑞穂幹事長（当時）は、本来、党の政治的見解等の広報を担う機関誌に掲載した論文であるにもかかわらず「当時の状況下における個人論文で党の見解ではない」と釈明し、土井たか子党首（当時）は田嶋陽子の離党に関する記者会見において、「（朝鮮労働党との間で）拉致問題を取り上げなかったわけではないが、追及が十分とは言えなかった。被害者の家族には申し訳ありませんと、お詫びしたい」と発言している。
安倍晋三内閣官房副長官（当時）は、そのような党の姿勢について、「いかにも（自分が）昔から取り組んでいたかのように、小泉純一郎首相の決断を批判するのは、ちゃんちゃらおかしい。まずは反省するべきだ」「警察も外務省も対応が冷たく、新聞もどこも報道しなかった。それどころか社民、民主の議員は『いいかげんなことを言うな』とわめいていた」等と批判した。
拉致被害者の有本恵子は、土井たか子の選挙地盤であった西宮市の出身であり、有本夫妻は当初、北朝鮮にパイプを持つ土井に拉致問題の調査を依頼したものの、拉致の存在を信じていなかった土井は、積極的に取り組まず、土井や社民党に失望した有本夫妻は、土井の対抗馬であり、民社党で兵庫県議会議員時代から、日本人拉致事件に取り組んできた自由民主党の大前繁雄を2003年の総選挙において応援。その結果、土井たか子は党首であるにもかかわらず、兵庫県第7区で落選を喫し、近畿ブロック比例区で復活当選した。
2003年11月2日放送の『報道2001』では、司会の「かつて社民党は拉致は『でっち上げ』ということをおっしゃっていましたよね」との質問に対し、土井たか子は「そんなことを党として言った事はないですよ、それはおかしい報道ですね。それは事実と違います」と発言した。

### ソ連・ロシア
ウクライナ侵略への姿勢
2022年ロシアのウクライナ侵攻について、2022年2月18日に機関紙の社会新報オンライン版において、ロシアを支持していると受け取れる記事を掲載した。記事は21日午前10時頃には削除され、社会新報Twitter公式アカウントにおける記事紹介も削除されたが、露宇両国軍が戦闘を開始した24日22時30分頃には、 CMSの操作ミスにより記事が再掲され、25日午前5時頃に再び削除された。なお、25日には社民党はロシアを批判する声明を発表した。
その後、社民党は社会新報3月9日号に掲載された「本紙記事でのおわび」で、当該記事について謝罪と説明をしており、それによると該当記事の校了日は2月16日で、ロシア軍の軍事侵攻開始（24日）の8日以上前に執筆されたものであったため、情勢認識を誤ってしまった、とのことであった。おわび記事によると当該記事の趣旨は、米露両国が冷静な対話を尽くし、ウクライナの主権を守るため緊張緩和を図るべきだと訴えるものであり、ロシアの軍事侵攻を正当化する意図ではなかったとしている。

## 機関紙
- 社会新報 - 週刊（毎週水曜日発行）
- 月刊社会民主 - 月刊（毎月1日発行）

## 支援団体
ここで挙げた団体は必ずしも社民党のみを支援するとは限らず、場合によっては立憲民主党、日本共産党、新社会党、緑の党グリーンズジャパンなど他党を支援することもある。
| カテゴリー                             | 団体 |
| -------------------------------------- | --- |
| 労働組合・労働に関する団体             | - 全国労働組合連絡協議会（特に国労、全国一般などの加盟組合） - 日本労働組合総連合会（特に自治労、日教組といった旧総評系の一部地方組織など） - 全日本建設運輸連帯労働組合。 - 中小労組政策ネットワーク - NPO法人官製ワーキングプア研究会 |
| 大衆組織、市民団体                     | - オール沖縄 - 九条の会 - フォーラム平和・人権・環境 - 沖縄平和運動センター - I女性会議 - ふぇみん婦人民主クラブ - 日本社会主義青年同盟 - 日本音楽協議会 - 部落解放同盟 - 共同テーブル - 安保法制の廃止と立憲主義の回復を求める市民連合 - SEALDs琉球 - 総がかり行動実行委員会 - 安全保障関連法に反対する学者の会 - 立憲デモクラシーの会 - 安保関連法に反対するママの会 |
| 農民団体                               | - 全日本農民組合連合会 |
| 反核団体                               | - 原水爆禁止日本国民会議 - 首都圏反原発連合 |
| 共闘関係にある地方議会に議席を持つ政党 | - 新社会党 - 沖縄社会大衆党 - 全国市民政治ネットワーク - 緑の党グリーンズジャパン - 県民クラブ (大分) |
| その他の団体                           | - 財団法人社会文化会館 - 社会文化法律センター |